# Llista d'antics grecs
Aquesta és una llista d'antics grecs ordenada alfabèticament. Aquí s'inclouen grecs ètnics i parlant de grec de Grècia i d'arreu del món fins aproximadament l'any 200.
| Índex A B C D E F G H I J K L M N O P Q R S T U V W X Y Z |

## A
- Acaci de Berea:(321-437) Clergue sirià. Bisbe cristià de Beroea.
- Acaci de Cesarea: (?-366) Clergue probablement sirià Bisbe cristià de Cesarea.
- Acestòrides (escriptor), escriptor
- Acestòrides (militar), militar de Corint
- Acró d'Acragant - metge
- Acròtat d'Esparta - Rei d'Esparta, net de l'anterior
- Acròtat - fill del rei Cleòmenes d'Esparta
- Acusilau d'Argos - erudit
- Adimant - general de Corint
- Adrià - sofista
- Aeci - filòsof
- Aèrop I - rei
- Aèrop II - rei
- Esara - filòsofa pitagòrica
- Agal·lis - gramàtica
- Agarista, filla del tirà de Sició, Clístenes.
- Agariste, filla d'Hipòcrates, esposa de Xantip, i mare de Pèricles.
- Agàsicles - Rei d'Esparta
- Agàsies d'Efes - escultor
- Agatarc de Samos - pintor
- Agatarc de Siracusa - comandant naval
- Agatàrquides - historiador i geògraf
- Agatí - metge
- Agàties - historiador
- Agàtocles de Bactriana - rei indo-grec
- Agàtocles de Siracusa - tirà de Siracusa
- Agató d'Atenes - poeta tràgic
- Agèlades - escultor
- Agesandre - escultor
- Agesilau I - Rei d'Esparta
- Agesilau II - Rei d'Esparta
- Agesípolis I - Rei d'Esparta
- Agesípolis II - Rei d'Esparta
- Agesípolis III - Rei d'Esparta
- Agis I - Rei d'Esparta
- Agis II - Rei d'Esparta
- Agis III - Rei d'Esparta
- Agis IV - Rei d'Esparta
- Aglaonice - primera astrònoma de l'antiga Grècia
- Agnòdice - metgessa atenesa i ginecòloga
- Agoràcrit de Paros - escultor
- Agripa - astrònom
- Agirri - polític atenès c. 400 aC
- Albí - filòsof
- Alcàmenes d'Atenes - escultor
- Alcàmenes d'Esparta - Rei d'Esparta
- Àlcetes I de Macedònia - rei de Macedònia
- Alceu - poeta còmic i líric
- Alceu de Messene - autor grec d'una sèrie d'epigrames
- Alceu de Mitilene - dramaturg
- Alcibíades - general atenès
- Alcidamant - sofista
- Alcífron - sofista
- Alcístene - pintora
- Alcman - poeta líric del segle setè abans de Crist
- Alcmeó de Crotona - metge
- Alexandre d'Afrodísies - filòsof peripatètic
- Alexandre de Feres - tirà
- Alexandre el Gran
- Alexandre el paflagoni (impostor) - entabanador professional
- Alexandre Etoli - poeta
- Alexandre I Balas - rei selèucida de Síria
- Alexandre I de l'Epir - rei de l'Epir
- Alexandre II de l'Epir - rei de l'Epiro
- Alexandre Numeni - retòric
- Alexis de Turis - dramaturg
- Alipi d'Alexandria - teòric de la música
- Amípsies - poeta còmic atenenc
- Amelesàgores - escriptor
- Ameli - filòsof
- Amfícrates - rei de Samos
- Amfis - poeta de la comèdia mitjana
- Aminandre - rei d'Atamània
- Aminocles - inventor corinti del trirrem
- Ammoni Sacas - filòsof
- Ammoni (fill d'Hèrmies) - filòsof
- Ammoni el Gramàtic - escriptor
- Anacarsis - filòsof
- Anacreont - poeta líric del segle VI aC
- Anaxàgores - filòsof
- Anaxandra - artista de Sició
- Anaxandre - rei d'Esparta
- Anaxàndrides (poeta) - poeta
- Anaxàndrides I - Rei d'Esparta
- Anaxàndrides II - Rei d'Esparta
- Anaxarc - filòsof
- Anaxídam - Rei d'Esparta
- Anaxilau de Larisa - metge
- Anaxilau de Règion - tirà
- Anàxiles - poeta de la comèdia mitjana
- Anaximandre - filòsof
- Anaxímenes de Làmpsac - historiador
- Anaxímenes de Milet - filòsof
- Anaxip - Poeta de la Nova Comèdia
- Andòcides - Polític atenès, terrissaire
- Andreas (metge) - metge
- Andrisc - aventurer adramitè
- Andró (metge), metge grec.
- Andró d'Efes, escriptor grec.
- Andró d'Halicarnàs, historiador grec, esmentat per Plutarc en combinació amb un tal Hel·lànic.
- Andró de Teos, escriptor grec.
- Androció (orador) - polític atenès i escriptor
- Andronic de Rodes - filòsof peripatètic
- Andronic de Cirros - astrònom
- Andròstenes de Tasos - navegant
- Anitos d'Atenes - general atenès i destacat acusador de Sòcrates
- Anníceris - filòsof
- Ànite de Tègea - poetessa
- Anser - poeta eròtic citat per Ovidi
- Antàgores de Rodes - escriptor
- Antàlcides - general espartà
- Antemi de Tral·les - arquitecte
- Antenor - escultor
- Anticleides - escriptor
- Antidor de Cime - gramàtic
- Antífanes - dramaturg
- Antífil - escriptor
- Antifont - orador atenès
- Antígenes (general) - general d'Alexandre el Gran
- Antígon de Carist - erudit
- Antígon II Gònates - rei de Macedònia
- Antígon III Dosó - rei de Macedònia
- Antil - metge
- Antímac de Claros - poeta i erudit
- Antímac I - rei greco-bactrià rei
- Antínous - amant d'Adrià
- Antíoc d'Ascaló - filòsof
- Antíoc I Sòter - rei selèucida de Síria
- Antíoc II Theós - rei selèucida de Síria
- Antíoc III el Gran - rei selèucida de Síria
- Antíoc IV Epífanes - rei selèucida de Síria
- Antíoc IX de Cízic - rei selèucida de Síria
- Antíoc V Eupator - rei selèucida de Síria
- Antíoc VI Dionisi - rei selèucida de Síria
- Antíoc VII Sidetes - rei selèucida de Síria
- Antíoc VIII Grif - rei selèucida de Síria
- Antíoc X Eusebi - rei selèucida de Síria
- Antíoc XI Epífanes - rei selèucida de Síria
- Antíoc XII Dionisi - rei selèucida de Síria
- Antíoc XIII Asiàtic - rei selèucida de Síria
- Antioquis - reina selèucida reina de Capadòcia
- Antípater - general macedoni
- Antípatre de Sidó - escriptor
- Antípatre de Tars - filòsof
- Antípatre de Tessalònica - epigramatista
- Antípatre de Tir - filòsof
- Antípatre I de Macedònia - rei de Macedònia
- Antípatre II Etèsies - rei de Macedònia
- Antístenes d'Atenes - filòsof, escriptor
- Antoni Diògenes - escriptor
- Antoní Liberal - gramàtic
- Apel·les de Colofó - pintor
- Apel·licont de Teos - col·leccionista de llibres
- Apià - historiador
- Apió Plistonices - erudit
- Apol·ló de Corint - paleocristià
- Apol·lócrates - tirà de Siracusa
- Apol·lodor d'Acarnes, arcont d'Atenes
- Apol·lodor d'Amfípolis, general macedoni
- Apol·lodor d'Artemita, escriptor i historiador
- Apol·lodor d'Atenes, pintor
- Apol·lodor (general atenès), militar atenès contra el rei Filip II de Macedònia
- Apol·lodor d'Esmirna, poeta epigramàtic
- Apol·lodor de Beòcia, ambaixador
- Apol·lodor de Carist, poeta còmic
- Apol·lodor de Cassandria, tirà de Cassandria o Potidea
- Apol·lodor de Cirene, escriptor
- Apol·lodor de Cízic, militar
- Apol·lodor de Constantinoble, jurista grecoromà
- Apol·lodor de Cumes, escriptor
- Apol·lodor de Damasc, arquitecte grec
- Apol·lodor de Falèron, seguidor de Sòcrates.
- Apol·lodor de Gela, poeta còmic
- Apol·lodor de Lemnos, escriptor
- Apol·lodor de Macedònia, secretari del rei Filip V de Macedònia.
- Apol·lodor de Pèrgam, retòric
- Apol·lodor de Susiana, governador de la satrapia de Susiana
- Apol·lodor de Tars, escriptor grec
- Apol·lodor de Termessus (Termessos), escriptor diversos; pintor, gramàtic, dramaturg còmic, arquitecte
- Apol·lodor Èfil (Ephillus), filòsof estoic
- Apol·lodor el boig, escultor
- Apol·lodor el Gramàtic o Apol·lodor d'Atenes, escriptor atenenc (vegeu també: Pseudo-Apol·lodor).
- Apol·lodor d'Atenes, escriptor (vegeu també: Pseudo-Apol·lodor)
- Apol·lodor Epicur, mestre de filosofia epicúria
- Apol·lodor Pyragrus, dirigent de la ciutat de Agírion (Agyrium) a Sicília
- Apol·lodor d'Atenes, poeta còmic esmentat només per Suidas, probablement el mateix que Apol·lodor de Carist.
- Apol·lodor d'Eritrea, escriptor grec
- Apol·lodor de Citium, metge grec de Xipre, esmentat per Plini
- Apol·lodor de Cízic, escriptor grec esmentat per Diògenes Laerci.
- Apol·lodor de Nicea és un escriptor grec esmentat només per Esteve de Bizanci
- Apol·lodor de Tàrent, metge probablement de família grega del sud d'Itàlia, esmentat per Plini el Vell.
- Apol·lodor de Tars fou un poeta tràgic esmentat per Suidas i Eudòcia, que parlen de sis tragèdies.
- Apol·lodor Logístic (Logisticus), matemàtic grec.
- Apol·lodot I - rei indo-grec
- Apol·lofanes d'Atenes - comediant
- Apol·loni (bisbe), suposat bisbe d'Efes.
- Apol·loni (llibert), llibert de Cras
- Apol·loni (selèucida), polític selèucida.
- Apol·loni Archistrator, metge grec que va viure probablement a finals del segle I o al segle ii.
- Apol·loni Biblas, metge grec probablement del segle iii aC.
- Apol·loni Cronos, filòsof grec nascut a Iassos a Cària.
- Apol·loni d'Afrodísies, historiador i gran sacerdot.
- Apol·loni d'Antioquia, metge grec pertanyent a la secta dels empírics (segle ii aC).
- Apol·loni d'Atenes, sofista i retòric
- Apol·loni de Cítion, metge nascut a Cítion (Xipre) al segle I aC.
- Apol·loni de Naucratis, retòric grec d'Egipte
- Apol·loni de Perge (s. III - II aC), matemàtic
- Apol·loni de Sicília, cap d'una revolta d'esclaus a Sicília (103 aC).
- Apol·loni de Síria, filòsof platònic (s. II).
- Apol·loni de Tars o Tarsensis, metge grec nascut a Tars probablement del segle I o II.
- Apol·loni de Tíana, filòsof pitagòric
- Apol·loni de Tir, filòsof estoic
- Apol·loni de Tral·les, escultor grec
- Apol·loni de Xipre (s. I), metge de la secta dels metòdics.
- Apol·loni Díscol, gramàtic grec (s. II).
- Apol·loni Empíric (segle ii aC), metge d'Antioquia, membre de la secta dels empírics.
- Apol·loni Glaucus, metge grec del segle II o una mica anterior.
- Apol·loni Herofileu o Apol·loni Mus, metge grec (segle I aC).
- Apol·loni Hipocràtic (segle iv aC), metge grec.
- Apol·loni Memfita (segle iii aC), metge grec d'Egipte.
- Apol·loni Moló o Apol·loni d'Alabanda Moló, retòric grec.
- Apol·loni Ofis, metge grec (s. II - I aC).
- Apol·loni Orgànic, metge grec probablement del segle ii aC o anterior.
- Apol·loni Pergamenus (s. IV), metge grec nascut a Pèrgam.
- Apol·loni Pitaneu, metge grec nascut a Pítanae a Etòlia probablement al s. I.
- Apol·loni Rodi o Apol·loni de Rodes, poeta grec.
- Apol·loni Ther (s. I), metge grec.
- Àpsines - retòric atenès de l'era romana
- Aqueu d'Erètria, poeta tràgic grec nascut el 484 aC
- Aqueu de Siracusa, escriptor tràgic grec de Siracusa a l'illa de Sicília.
- Aqueu (fill d'Andròmac), general selèucida
- Aqueu (fill de Xutos), suposat ancestre de l'ètnia dels aqueus
- Aquil·les d'Atenes, suposat introductor a Atenes de l'ostracisme.
- Aquil·les Taci - retòric alexandrí del segle II o III
- Araquidàmia - acabalada reina espartana
- Araros - fill d'Aristòfanes
- Arat de Sició - cap de la Lliga Aquea
- Arat de Solos - poeta i astrònom grec
- Arcesilau, escultor grec.
- Arcesilau (poeta) fou un poeta atenenc còmic de la vella comèdia.
- Arcesilau de Megalòpolis, polític aqueu.
- Arcesilau de Pítana, Filòsof grec
- Arcesilau de Siracusa, militar siracusà
- Arcesilau el beoci, líder beoci a Troia
- Arcesilau I vers 590- vers 574 aC
- Arcesilau II el cruel vers 554- vers 544 aC
- Arcesilau III vers 530-515 aC (vassall de Pèrsia vers 515 aC)
- Arcesilau IV 465-450 aC
- Arcesilau de Paros fou un pintor esmentat per Plini el Vell, contemporani de Polignotos (vers 460 aC)
- Arcesilau fou un ambaixador enviat a Roma pels exiliats lacedemonis vers el 183 aC. En el camí fou interceptat pels pirates i assassinat.
- Arcesilau fou un escultor que va florir vers el 500 aC que va fer una estàtua de Diana
- Arcesilau fou un pintor, fill de l'escultor Tisícrates que va florir vers el 280 o 270 aC
- Arctí de Milet - poeta èpic
- Aretàfila de Cirene - dona noble que va deposar el tirà Nicòcrates i els seus co-conspiradors
- Arete de Cirene - filòsofa cirenaica, filla d'Aristip
- Areteu - escriptor mèdic
- Areu I - El rei d'Esparta
- Areu II - El rei d'Esparta
- Arios Asclepíades, metge grec que esmenta Galè
- Arios d'Alexandria, filòsof grec
- Arignota de Samos - filòsofa; estudiant i potser filla de Pitàgores
- Arimnest (Arimnestos Αρίμνηστος, Arimnestus) fou el cap dels tebans a les batalles de Marató i de Platea.
- Arimnest, espartà que va matar Mardoni és anomenat per Plutarc, però Heròdot l'anomena Aeimnestos (Ἀείμνηστος).
- Arimnest, filla de Nicòmac (pare d'Aristòtil).
- Ari o Arri, fundador de l'heretgia ariana.
- Aristàgores d'Egipte, escriptor grec
- Aristàgores de Cízic, tirà de Cízic
- Aristàgores de Cumes, tirà de Cumes
- Aristàgores de Milet, tirà de Milet
- Aristandre de Telmessos - endeví d'Alexandre el Gran
- Aristarc de Samos - astrònom i matemàtic
- Aristarc de Samotràcia - crític i gramàtic
- Aristarc de Tegea - tràgic
- Arístees de Proconnès - poeta
- Aristeu, filòsof pitagòric grec
- Aristeu d'Esparta, militar espartà
- Aristeu de Cirene, fundador de Cirene
- Aristeu almirall de Corint
- Aristeu de Corint, militar corinti
- Aristeu de Crotona, matemàtic grec
- Aristides (escultor), escultor grec
- Aristides (oficial), oficial naval atenenc (segle v aC)
- Aristides d'Atenes (escriptor) (segle II), escriptor cristià
- Aristides d'Atenes (530-468 aC) soldat i estadista atenès que va lluitar en la batalla de Marató
- Aristides d'Elis, esportista grec de l'època clàssica
- Aristides de Milet (segle ii aC), escriptor de contes salaces
- Aristides de Samos, astrònom grec de l'època clàssica
- Aristides de Tebes (segle IV aC), pintor
- Aristides Quintilià (segle iii), autor d'un tractat musical
- Arísties - dramaturg
- Aristip de Cirene, filòsof grec de Cirene
- Aristip de Larissa, membre de la dinastia dels aleuades o alevades
- Aristip I d'Argos, tirà d'Argos
- Aristip II d'Argos, tirà d'Argos
- Aristó (escriptor) (s. V aC), escriptor grec
- Aristó (escultor), escultor grec
- Aristó (explorador), explorador grec egipci.
- Aristó (metge) (s. V aC), metge grec
- Aristó (pintor), pintor grec
- Aristó d'Alees, retòric grec
- Aristó d'Alexandria, filòsof peripatètic grec
- Aristó d'Atenes, pare de Plató
- Aristó d'Esparta, rei d'Esparta (560 aC-510 aC)
- Aristó d'Etòlia, estrateg de la Lliga Etòlia el 221 aC
- Aristó de Cirene (s. V aC), governant de Cirene
- Aristó de Corint, militar grec
- Aristó de Gerasa fou un retòric grec que és esmentat per Esteve de Bizanci
- Aristó de Kéa (segle iii aC), filòsof peripatètic grec
- Aristó de Megalòpolis (s. II ac), polític de la Lliga Aquea
- Aristó de Mitilene, escultor i orfebre de plata grec nascut a Mitilene, d'època desconeguda.
- Aristó de Pel·la, escriptor grec (s. I)
- Aristó de Quios, filòsof grec (~260 aC)
- Aristó de Rodes, ambaixador rodi (segle ii aC)
- Aristó fou un amic d'Aristòtil, al que va dirigir diverses cartes
- Aristobul, pintor grec
- Aristobul d'Alexandria, filòsof peripatètic
- Aristobul de Cassandrea, historiador i un dels companys d'Alexandre el Gran
- Arístocles, metge grec
- Arístocles de Cidònia, escultor grec
- Arístocles de Messene, filòsof peripatètic grec
- Arístocles de Pèrgam, sofista i retòric grec
- Arístocles de Rodes, escriptor i retòric grec
- Arístocles de Sició el jove, escultor grec
- Aristodem, escultor grec
- Aristodem, pintor grec
- Aristodem (rei de Corint), rei de Corint durant 35 anys
- Aristodem d'Atenes, actor i polític atenenc
- Aristodem d'Elis, escriptor grec
- Aristodem d'Esparta, heroi mitològic, ancestre de la casa reial d'Esparta
- Aristodem de Cària, pintor grec
- Aristodem de Cumes, tirà de Cumes
- Aristodem de Megalòpolis, tirà de Megalòpolis
- Aristodem de Messènia, rei de Messènia
- Aristodem de Milet, militar grec
- Aristodem de Nisa el jove, escriptor i retòric grec
- Aristodem de Nisa el vell, escriptor grec
- Aristodem de Tebes, escriptor grec
- Aristodem el covard, soldat espartà
- Aristodem el petit, filòsof grec
- Aristodem de Siracusa, actor grec de Siracusa esmentat a la Primera Guerra Púnica.
- Aristodem fou un filòsof grec contemporani de Plutarc que és qui l'esmenta.
- Aristòfanes de Beòcia, escriptor grec
- Aristòfanes de Bizanci, escriptor grec
- Aristòfanes de Mallus, escriptor grec
- Aristòfanes, còmic i dramaturg grec
- Aristòfanes, un deixeble de Sòcrates
- Aristofont, pintor
- Aristofont, poeta còmic
- Aristofont d'Azènia, orador atenenc
- Aristofont de Còl·litos, orador atenenc
- Aristòmenes, actor atenenc
- Aristòmenes, escriptor grec
- Aristòmenes, poeta còmic d'Atenes
- Aristòmenes de Messènia o Aristòmenes d'Andània, líder messeni de la segona guerra messènica
- Aristòmenes de Tasos, pintor grec
- Aristònic d'Alexandria, escriptor grec
- Aristònic de Metimnes, tirà de Metimnes
- Aristònic de Pèrgam rei de Pèrgam sota el nom d'Èumenes III de Pèrgam o Èumenes III Aristònic
- Aristònic de Tàrent, escriptor grec
- Aristònim, poeta còmic grec
- Aristònim d'Elis fou un tirà d'Elis.
- Arístonous d'Egina, escultor grec
- Arístonous de Pella, militar macedoni
- Arístonous de Gela fou un grec esmentat com un dels fundadors de la colònia d'Agrigent el 582 aC
- Aristònim d'Atenes fou un escriptor grec, contemporani d'Alexandre el Gran, esmentat per Ateneu.
- Aristòtil
- Aristòtil d'Argos, filòsof grec
- Aristòtil d'Atenes, orador i home d'estat atenenc
- Aristòtil d'Atenes, polític atenenc
- Aristòtil de Calcis, historiador grec
- Aristòtil de Cirene, escriptor grec
- Aristòtil - filòsof
- Aristòtil de Mitilene, filòsof especulatiu del temps de Galè
- Aristòtil, comentarista d'Aristòtil
- Aristòtil, fill d'Erasistrat, esmentat per Empíric
- Aristoxen, metge grec
- Aristoxen de Cirene, filòsof de l'escola cirenaica
- Aristoxen de Selinunt, poeta grec
- Aristoxen de Tàrent, filòsof peripatètic grec
- Arquèdam (veterinari), veterinari grec.
- Arquèdam d'Atenes, líder popular atenenc.
- Arquèdam d'Etòlia, comandant etoli.
- Arquèdic - poeta de la Nova Comèdia
- Arquèdam de Tars (Arkhédamos Ἀρχέδημος o Ἀρχέδαμος, Archedamus), filòsof estoic esmentat per Diògenes Laerci.
- Arquelau (general), general de Mitridates
- Arquelau (geògraf) fou un geògraf grec que va escriure un llibre on va descriure els països visitats per Alexandre el Gran del que podria haver estat contemporani
- Arquelau (poeta), poeta que va escriure 300 versos bàrbars iàmbics
- Arquelau (sàtrapa), sàtrapa de Susiana i Mesopotàmia
- Arquelau d'Esparta, rei d'Esparta
- Arquelau de Capadòcia, rei de Capadòcia
- Arquelau de Carres (Sant Arquelau), bisbe i sant
- Arquelau de Cesarea, bisbe
- Arquelau de Judea, etnarca de Judea
- Arquelau de Macedònia, príncep macedoni
- Arquelau de Prienne
- Arquelau de Quersonès
- Arquelau Físic, filòsof grec també conegut per Arquelau d'Atenes o Arquelau de Milet
- Arquelau I de Comana, rei-sacerdot de Comana
- Arquelau I de Macedònia, rei de Macedonia 413 aC-399 aC
- Arquelau II de Comana, rei-sacerdot de Comana
- Arquelau II de Macedònia, rei de Macedònia 396 aC-393 aC
- Arquerm - escultor
- Arquèstrat, oficial atenenc
- Arquèstrat d'Atenes, polític atenenc
- Arquèstrat de Gela, poeta siracusà
- Arquidam I - rei d'Esparta
- Arquidam II - rei d'Esparta
- Arquidam III - rei d'Esparta
- Arquidam IV - rei d'Esparta
- Arquidam V - rei d'Esparta
- Arquígenes d'Apamea - metge
- Arquíloc - poeta
- Arquimedes - matemàtic
- Arquinos - arcont
- Arquip (personatge bíblic), personatge esmentat al Nou Testament
- Arquip d'Atenes, escriptor atenenc
- Arquip, militar grec
- Arquites de Tàrent - filòsof
- Arsínoe I - governant ptolemaica d'Egipte
- Arsínoe II - governant ptolemaica d'Egipte
- Arsínoe III - governant ptolemaica d'Egipte
- Artemidor, metge grec
- Artemidor Aristòfan, escriptor grec
- Artemidor Capit, metge i escriptor grec
- Artemidor Corneli, metge grec
- Artemidor d'Ascaló, historiador grec
- Artemidor d'Efes, geògraf grec
- Artemidor Daldià, escriptor grec
- Artemidor de Cnidos, retòric grec
- Artemidor de Tral·les, esportista grec
- Artemidor de Pàrion, astrònom grec que és esmentat per Sèneca
- Artemidor de Tars fou un escriptor grec que és esmentat per Estrabó com un dels personatges principals de la ciutat
- Artemidor fou un filòsof megàric que segons Diògenes Laerci va escriure un llibre contra Crisip.
- Artemidor fou un pintor grec que va viure al final del segle I. És esmentat per Marc Valeri Marcial.
- Artemidor fou un poeta grec que va escriure unes elegies sobre l'amor.
- Artemísia I de Cària - princesa i reina d'Halicarnàs
- Artemísia II de Cària - princesa i reina d'Halicarnàs
- Artemó, escultor grec
- Artemó, metge grec
- Artemó, pintor grec
- Artemó poeta mèlic grec
- Artemó, retòric grecoromà
- Artemó, doble d'Antíoc III el gran
- Artemó d'Esparta, constructor d'aparells militars
- Artemó de Cassandria, escriptor grec
- Artemó de Clazòmenes, escriptor grec
- Artemó de Magnèsia, escriptor grec
- Artemó de Milet, escriptor grec
- Artemó de Pèrgam, retòric grec
- Asclepíades, escriptor grec
- Asclepíades, fou un filòsof cínic grec
- Asclepíades, poeta líric grec
- Asclepíades, poeta epigramàtic grec
- Asclepíades Bitini, metge grec.
- Asclepíades d'Anazarbe, escriptor grec
- Asclepíades, filòsof cínic grec
- Asclepíades de Mírlia, escriptor i historiador grec
- Asclepíades de Tragilos, escriptor grec
- Asclepíades de Xipre, historiador grec
- Asclepíades Farmació (Asclepiades Pharmacion), metge grec
- Asclepíades el Jove (Asclepiades Junior)
- Asclepíades Filofísic (Asclepiades Philophysicus), metge grec
- Asclepíades d'Adramítion fou un antic poeta grec esmentat a l'antologia grega.
- Asclepíades d'Alexandria fou un escriptor grec que és esmentat com autoritat a uns escolis d'Aristòfanes.
- Asclepíades de Samos fou un poeta grec, mestre de Teòcrit de Siracusa que va escriure poesia epigramàtica bucòlica.
- Asclepíades fou el nom de nombrosos metges grecs
- Asclepíades Titiense (Asclepiades Titiensis) fou un metge grec que va viure al segle ii i és esmentat per Celi Aurelià
- Asclepigènia - místic i filòsofa atenesa, filla de Plutarc d'Atenes
- Asclepiòdot Tàctic, escriptor grec (s. I aC)
- Asclepiòdot d'Heraclea, general macedoni (s. II aC)
- Asclepiòdot (historiador), historiador grec (s. IV)
- Asclepiòdot (metge), metge i matemàtic grec (s. V)
- Asclepiòdot d'Alexandria, escriptor grec (s. V)
- Asclepiòdot, escriptor grec autor d'un epigrama de l'antologia grega tret de la base de l'estàtua de Mèmnon.
- Asi de Samos - poeta
- Aspasi de Biblos, sofista grec (s. II ac).
- Aspàsia de Milet - hetera de Pèricles
- Astidamant el Jove, poeta tràgic grec
- Astidamant el Vell, poeta tràgic grec
- Astíoc - general espartà
- Àtal I - rei atálida de Pèrgam
- Àtal II - rei atálida de Pèrgam
- Àtal III - rei atálida de Pèrgam
- Atenàgores d'Atenes - apologista
- Atenaida - vident que va parlar a Alexandre el Gran de la seva ascendència suposadament divina
- Ateneu (escriptor), escriptor grec
- Ateneu (escultor) fou un escultor de certa importància que va florir a l'any de la 155 Olimpíada
- Ateneu (filòsof), filòsof estoic grec.
- Ateneu (general), general selèucida
- Ateneu (metge), metge grec
- Ateneu (poeta), poeta epigramàtic grec
- Ateneu (retòric), retòric grec.
- Ateneu d'Esparta, polític espartà.
- Ateneu de Macedònia, general macedoni
- Ateneu de Naucratis "el literat", escriptor grec d'Egipte, autor de Deipnosophistae, una col·lecció d'anècdotes.
- Ateneu de Pèrgam, príncep i polític del Regne de Pèrgam
- Ateneu de Selèucia, filòsof peripatètic grec
- Atenodor (metge), metge grec.
- Atenodor Cananita, filòsof estoic grec.
- Atenodor Cordilió, filòsof estoic grec.
- Atenodor de Cleitor, escultor grec.
- Atenodor de Rodes, escultor grec.
- Atenodor de Soli, filòsof grec.
- Atenodor de Tars, diversos personatges.
- Atenodor de Teos, músic grec.
- Atenodor d'Enos (en llatí Athenodorus) fou un retòric grec que va viure en temps de Pòl·lux.
- Àrquies - poeta
- Aureli Eubul, ministre d'Elagàbal
- Autocrates - poeta còmic atenenc
- Autòlic de Pítana - astrònom
- Abaris - sacerdot d'Apol·lo
- Axioc - Aristòrcata alcmaeònida
- Axionic - poeta de la Comèdia Mitjana
- Axiotea de Fliunt - estudiant de Plató

## B
- Babri - fabulista
- Baquílides - poeta
- Basili de Cesarea - sant cristià
- Basílides - filòsof
- Baticles - escultor
- Batos I - fundador de Cirene
- Berenice I - governant ptolemaica d'Egipte
- Berenice II - governant ptolemaica d'Egipte
- Berenice IV - governant ptolemaica d'Egipte
- Bies de Prienne, un dels set savis de Grècia
- Bió de Proconès, historiador grec.
- Bió d'Abdera, matemàtic grec.
- Bió de Soli, escriptor grec.
- Bió d'Esmirna, poeta grec.
- Bió (poeta tràgic), poeta tràgic grec.
- Bió (retòric), retòric grec.
- Bió Boristenites, filòsof escita de cultura grega.
- Cecili Bió, escriptor probablement grec.
- Bitó, Bió segons Elià, escriptor de la Grècia hel·lenística.
- Bitó de Siracusa
- Boet (escultor) - escultor
- Boet Sidoni - filòsof
- Bolo - escriptor
- Bràsides - general espartà
- Brigus - terrissaire
- Brisó - filòsof
- Brisó d'Acaia - filòsof
- Bupal - escultor

## C
- Cassi Asclepiòdot, notable i represaliat polític de Bitínia (s. I)
- Claudi Apol·loni (s. II), metge.
- Corneli Alexandre Polihistor - escriptor
- Cadme de Milet - un dels primers logògrafs
- Cecili Calactí - retòric
- Cesarió - fill de Cleòpatra VII i possiblement de Juli Cèsar
- Calamis - escultor del segle V
- Calamis (segle IV) - escultor del segle IV
- Cal·liades d'Atenes, arcont
- Cal·líades, poeta còmic grec
- Cal·líades (Calliades, Καλλιάδης) fou un pintor grec esmentat per Llucià
- Cal·líades, escultor grec
- Càl·lies, membre de la família sagrada dels Iamides
- Càl·lies d'Atenes, propietari de mines i pare d'inventor
- Càl·lies (comandant), comandant atenenc
- Càl·lies de Calcis, tirà de Calcis
- Càl·lies de Tèspies, ambaixador de Tèspies
- Càl·lies, poeta còmic
- Càl·lies d'Argos, poeta grec
- Càl·lies de Mitilene, escriptor grec
- Càl·lies de Siracusa, historiador grec
- Càl·lies de Siracusa, orador grec
- Càl·lies d'Arados, arquitecte grec.
- Càl·lies I, opositor de Pisístrat
- Càl·lies II, militar i ambaixador atenenc
- Càl·lies III, militar i negociador atenenc
- Cal·lícrates d'Esparta (segle v aC), militar espartà
- Cal·lícrates de Leòntion, dirigent de la Lliga Aquea
- Cal·lícrates (poeta), poeta grec
- Cal·lícrates (historiador) (segle iii), historiador grec
- Cal·lícrates (arquitecte) (segle v aC), arquitecte grec
- Cal·lícrates (escultor)
- Cal·licràtides - almirall espartà
- Cal·límac (general atenès) - general atenès
- Cal·límac, general de Mitridates VI Eupator del Pont
- Cal·límac de Cirene, escriptor i poeta grec d'Alexandria
- Cal·límac, metge grec
- Cal·límac, artista grec
- Cal·lí d'Efes - poeta
- Cal·lifó, filòsof grec
- Cal·lifó, pintor grec
- Cal·lip de Siracusa, governant de Siracusa
- Cal·lip d'Atenes, atleta atenenc
- Cal·lip d'Atenes, comandant atenenc
- Cal·lip de Macedònia almirall del rei Perseu de Macedònia
- Cal·lip, poeta còmic grec
- Cal·lip, filòsof estoic grec
- Cal·lip de Cízic o Calip de Cízic, astrònom grec
- Cal·lístenes d'Olint, filòsof grec.
- Cal·lístenes d'Atenes, orador atenenc.
- Cal·lístenes de Síbaris, historiador grec.
- Cal·lístrat (actor), actor còmic grec
- Cal·lístrat (escriptor), escriptor grec deixeble d'Aristòfanes de Bizanci (segle ii aC)
- Cal·lístrat (escultor), escultor grec (s. II aC)
- Cal·lístrat (militar), militar atenenc (s. V aC)
- Cal·lístrat (músic), músic grec
- Cal·lístrat d'Afidnes, orador atenenc (s. IV aC)
- Cal·lístrat d'Atenes, cavaller atenenc (s. V aC)
- Cal·lístrat d'Elis, polític d'Elis (s. III aC)
- Camaleó
- Cal·lístrat del Pont, secretari privat del rei Mitridates VI Eupator
- Càrcinos, pare d'Agàtocles de Siracusa
- Càrcinos el Vell, (finals del s. IV aC), poeta grec
- Càrcinos el Jove, poeta grec
- Càrcinos de Naupacte, poeta grec
- Carnèades - filòsof
- Cassandre - rei de Macedònia
- Càstor de Galàcia, net del rei Deiotarus I
- Càstor (escriptor), escriptor grec
- Càstor (camarlenc), camarlenc i conseller confident de Septimi Sever
- Càstor de Fanagòria, cap de la ciutat de Fanagòria
- Antoní Càstor, botànic del segle i aC
- Càstor d'Àfrica
- Càstor d'Ate, bisbe d'Ate
- Càstor de Bitínia, màrtir a Nicomèdia, mort un 18 de març en què es commemora
- Càstor de Cilícia, màrtir de Cilícia mort un 27 d'abril en què es commemora
- Càstor de Tars, màrtir de Tars mort un 28 de març en què es commemora
- Caranos de Macedònia - rei de Macedònia
- Càrax, historiador de Pèrgam
- Cares, general atenenc
- Cares de Mitilene, oficial d'Alexandre el Gran
- Cares de Lindos, escultor grec de Rodes autor del Colós.
- Caridem d'Eubea, general i polític grec
- Caridem d'Atenes, polític atenenc
- Caridem, metge grec
- Carilau de Paleòpolis, dirigent local grec
- Carilau de Locris, poeta dramàtic grec
- Carilau d'Esparta, rei d'Esparta
- Carilau de Samos, polític de Samos
- Caritó (metge), oculista grec
- Caritó d'Afrodísies, poeta grec
- Càrmides d'Atenes, home d'estat atenenc
- Càrmides, filòsof romà
- Caró de Tebes, polític tebà
- Caró de Làmpsac, historiador grec
- Caró de Naucratis, historiador grec
- Carondes - legislador

- Cebes de Tebes - filòsof
- Cels, filòsof grec
- Cels, poeta epicuri
- Cefisòdor - poeta de la Vella Comèdia
- Cefisòdot, general grec
- Cefisòdot, general i orador atenenc
- Cefisòdot el vell, escultor atenenc
- Cefisòdot el jove, escultor atenenc
- Cèrcides, ambaixador i militar grec
- Cèrcides, poeta, filòsof i legislador grec
- Cèrcops, poeta òrfic grec
- Cèrcops de Milet, poeta grec
- Càbries - general atenenc
- Cremònides - estadista atenès
- Cristòdor - poeta èpic
- Crisanzi de Sardes - filòsof
- Crisip de Cnidos, metge grec del segle iv aC
- Crisip el jove, metge grec del segle iv aC, fill de Crisip de Cnidos
- Crisip de Soli, filòsof estoic grec (segle iii aC)
- Crisip (deixeble d'Erasístrat), autor de De Brassica (segle iii aC)
- Crisip de Capadòcia, escriptor religiós del segle V
- Crisip de Tiana, escriptor grec sobre gastronomia (probablement segle II)
- Dió Crisòstom - orador
- Joan Crisòstom - teòleg
- Cimó I, atenenc enemic de Pisístrat
- Cimó II, general i almirall atenenc
- Cimó de Cleones, pintor grec
- Cinetó de Lacedemònia - poeta èpic
- Cinees - diplomàtic de Tesalia
- Cinèsies - poeta atenès
- Cleàndrides d'Esparta - estadista i general espartà
- Cleantes, filòsof grec
- Cleantes de Corint, pintor grec
- Clearc d'Esparta, general i almirall espartà
- Clearc d'Heraclea, governant d'Heraclea
- Clearc de Soli, escriptor grec
- Clearc d'Atenes, poeta còmic atenenc
- Clearc de Rhègion, escultor grec
- Cleàrides - general espartà
- Cledoni - gramàtic
- Clidem - atidògraf
- Clínies d'Atenes, - general atenès, pare d'Alcibíades
- Clínies, germà petit del gran Alcibíades
- Clínies de Sició, tirà de Sició
- Clínies de Tàrent, filòsof pitagòric grec
- Clístenes de Sició, tirà de Sició
- Clístenes, polític atenenc
- Clístenes, primer transvestit del qual es té notícia
- Clitarc d'Erètria, tirà d'Erètria a Eubea.
- Clitarc, historiador grec
- Clitarc d'Egina, lexicògraf grec
- Clit d'Il·líria, rei d'Il·líria
- Clit Meles, general macedoni, sàtrapa nomenat de Bactriana
- Clit, general macedoni, sàtrapa de Lídia
- Clit, general macedoni
- Clit de Milet, filòsof grec
- Climent d'Alexandria - teòleg
- Cleombrot d'Esparta, regent d'Esparta
- Cleombrot I d'Esparta, rei d'Esparta 380 aC -371
- Cleombrot II d'Esparta, rei d'Esparta 243 aC - 240 aC
- Cleombrot d'Ambràcia, filòsof grec
- Cleòmedes d'Atenes (s. V aC), militar atenenc.
- Cleòmedes d'Astipalees (s. V aC), atleta grec
- Cleòmedes (escriptor) escriptor i astrònom grec
- Cleòmenes I - rei d'Esparta
- Cleòmenes II - rei d'Esparta
- Cleòmenes III - rei d'Esparta
- Cleòmenes de Naucratis - administrador
- Cleó d'Atenes, polític atenenc
- Cleó de Curium, poeta grec
- Cleó d'Halicarnàs, retòric grec
- Cleó de Sicília escriptor grec
- Cleó de Siracusa, escriptor i geògraf grec
- Cleó, oculista grec
- Cleó de Sició, escultor grec
- Cleònides - escriptor
- Cleònim d'Atenes, orador atenenc
- Cleònim, militar espartà
- Cleònim d'Esparta, príncep espartà.
- Cleòpatra I - governant ptolemaica d'Egipte
- Cleòpatra II - governant ptolemaica d'Egipte
- Cleòpatra III - governant ptolemaica d'Egipte
- Cleòpatra IV - governant ptolemaica d'Egipte
- Cleòpatra Thea - reina selèucida de Síria
- Cleòpatra V - governant ptolemaica d'Egipte
- Cleòpatra V Selene, governant ptolemaica d'Egipte
- Cleòpatra VI - governant ptolemaica d'Egipte
- Cleòpatra VII - governant ptolemaica d'Egipte
- Cleòpatra de Macedònia o Cleòpatra Eurídice, esposa de Filip II de Macedònia coneguda generalment només com a Cleòpatra
- Cleofó, orador i polític atenenc del segle V aC
- Cleofó d'Atenes, poeta tràgic grec
- Clitòmac Asdrubal, filòsof cartaginès-grec
- Clitòmac de Tebes, atleta tebà
- Clitofó, escriptor rodi
- Clitofó (oligarca) - estadista oligàrquica
- Coleu de Samos - explorador
- Coinos - rei de Macedònia
- Col·lut - poeta èpic
- Colotes de Làmpsac, filòsof epicuri grec
- Colotes de Paros, escultor grec
- Colotes de Teos, pintor
- Comees - arcont d'Atenes
- Conó (almirall) (s. V - IV aC), almirall i general atenenc
- Conó (fill de Timoteu) (s. IV), net de Conó l'almirall
- Conó (escriptor), escriptor grec del segle I autor
- Conó de Samos (s. III aC), matemàtic i astrònom grec
- Corinna - poetessa
- Cosme Indicopleustes - explorador
- Cràntor de Soli - filòsof
- Cràter de Macedònia - rei de Macedònia durant quatre dies (399 aC)
- Crates d'Atenes (filòsof), filòsof platònic grec
- Crates d'Atenes (poeta), poeta còmic grec
- Crates de Mal·los, filòsof estoic grec
- Crates (músic), músic grec
- Crates de Tars, filòsof grec
- Crates de Tebes, filòsof cínic grec
- Crates de Tral·les, orador i retòric grec
- Cràtip, historiador grec
- Cràtip de Mitilene, filòsof peripatètic grec
- Cràtil - filòsof
- Creó, retòric grec de data incerta
- Cresiles - escultor
- Críties - sofista, orador i un dels Trenta Tirans
- Críties (escultor) - escultor
- Critó d'Atenes (filòsof), filòsof grec, amic de Sòcrates
- Critó d'Atenes (poeta), poeta còmic grec
- Critó d'Eges, filòsof pitagòric grec
- Critó de Piera, historiador grec
- Critó (metge segle III aC), metge grec del segle iii aC
- Critó (metge segle II), metge grec del segle II
- Critolau (estrateg), dirigent de la Lliga Aquea
- Critolau (filòsof), filòsof peripatètic grec
- Cressus - rei de Lídia
- Ctèsies de Cnidos, metge i historiador grec
- Ctèsies d'Efes, poeta èpic grec
- Ctesibi - científic
- Ciló - va tractar d'usurpar el poder a Atenes
- Cinet de Quios - escriptor
- Cinègir - soldat heroic
- Cinisca - atleta espartana
- Cípsel de Corint - tirà de Corint

## D
- Damasci - filòsof
- Damastes (historiador), historiador grec, contemporani d'Heròdot i d'Hel·lànic de Lesbos
- Damó (poeta), músic, poeta i sofista atenenc deixeble de Lampre d'Atenes i Agàtocles, i mestre de Pèricles
- Damó d'Atenes, atenenc encarregat de donar vaixells als focis, cosa que va fer juntament amb Filògenes, per l'emigració a Jònia
- Dàmocles - cortesà de la famosa espasa
- Damòfil (filòsof), filòsof i poeta grec
- Damòfil (pintor), pintor grec
- Damofó - escultor
- Damoxè - Nova dramaturg Comèdia
- Dares de Frígia - escriptor
- Deinarc d'Atenes - orador
- Demades - orador
- Demarat (filòsof), noble i filòsof greco-persa
- Demarat d'Esparta, rei euripòntida d'Esparta d'una data vers el 510 aC fins vers el 491 aC
- Demarat de Corint (baquíada), mercader i noble de Corint, membre de la dinastia dels baquíades
- Demarat de Corint (client de Filip II), corinti unit per llaços d'hospitalitat amb la família de Filip II de Macedònia.
- Demarat de Corint (escriptor), escriptor grec
- Demetri (actor), actor tràgic grec
- Demetri (Argolica)
- Demetri (arquitecte), arquitecte grec (segle VI aC)
- Demetri (escriptor), escriptor grec esmentat per Ateneu.
- Demetri (escultor), escultor grec (segle V - IV aC)
- Demetri (fill d'Altèmenes), militar macedoni (segle iii aC)
- Demetri (fill de Fidó) militar macedoni (s.III aC)
- Demetri (filòsof epicuri), filòsof epicuri grec.
- Demetri (filòsof platònic), filòsof platònic grec (segle I aC)
- Demetri (grecs), nom d'un centenar d'autors literaris grecs
- Demetri (guardià d'Alexandre), militar macedoni
- Demetri (pintor), pintor grecollatí (segle ii aC)
- Demetri (poeta èpic), poeta èpic grec (segle II)
- Demetri (poeta iàmbic), poeta iàmbic grec.
- Demetri Arquiater, metge grec (segle II)
- Demetri Cal·latià, escriptor grec autor d'un treball sobre geografia europea i asiàtica
- Demetri d'Adramítium, escriptor grec (segle I aC)
- Demetri d'Alexandria, filòsof peripatètic grec
- Demetri d'Apamea, metge grec (segle ii aC)
- Demetri d'Atenes, poeta èpic atenenc (segle v aC)
- Demetri d'Erètria (poeta), poeta grec
- Demetri d'Escepsis, escriptor grec
- Demetri d'Ilium o d'Ilion, historiador grec
- Demetri de Bitínia, poeta epigramàtic grec
- Demetri de Bizanci, historiador grec (segle iii aC)
- Demetri de Capadòcia, fill del rei Ariarates V de Capadòcia.
- Demetri de Cízic, bisbe de Cízic
- Demetri de Falèron, orador, home d'estat, filòsof i poeta grec atenenc
- Demetri de Faros, mercenari i governant grec
- Demetri de Gàdara, llibert de Gneu Pompeu
- Demetri de Magnèsia, escriptor grec
- Demetri de Sunion, filòsof cínic
- Demetri de Tars, poeta grec
- Demetri de Tessalònica, diaca o militar grec del segle iv, sant màrtir.
- Demetri de Trezene, escriptor grec
- Demetri el Bell, fill de Demetri Poliorcetes i rei consort de Cirene
- Demetri el jove de Macedònia, fill de Filip V de Macedònia.
- Demetri el sirià, retòric grec
- Demetri Gurieli de Gúria
- Demetri I d'Imerècia
- Demetri I de Bactriana, rei de Bactriana
- Demetri I de Geòrgia, rei de Geòrgia (1125 - 1155, i breument el 1156)
- Demetri I de Moscou (1350 – 1389), monarca del principat de Moscòvia (1359-1389) i de Vladimir (1363-1389)
- Demetri I Sòter
- Demetri II d'Imerècia
- Demetri II de Bactriana, rei de Bactriana.
- Demetri II de Geòrgia, rei de Geòrgia (1270 - 1289)
- Demetri II de Macedònia, rei de Macedònia, fill d'Antígon II Gònates
- Demetri II Nicàtor, rei selèucida (145 - 138 aC, i 129-126 aC)
- Demetri III Eucàros
- Demetri l'Estret, fill de Demetri Poliorcetes
- Demetri Mosque, escriptor grec
- Demetri Poliorcetes o Demetri I de Macedònia, rei de Macedònia.
- Demetri Púgil, escriptor grec
- Demetri Quitres, filòsof cínic grec
- Demetri Shirvashidze
- Demó, historiador grec
- Demó de Peània, orador grec
- Demòcedes - metge
- Demòcrit - filòsof
- Demòfanes - filòsof actiu en la vida pública
- Demonax, filòsof cínic grec
- Demonax de Mantinea, legislador grec
- Demòstenes, escriptor grec
- Demòstenes, general atenenc
- Demòstenes, historiador grec
- Demòstenes de Peània, orador i home d'estat atenenc,
- Demòstenes Filaletes, metge grec
- Demòstenes Massaliota o Demòstenes Massiliense, metge grec
- Dercil·lides - comandant espartà
- Dexip, escriptor grec, comentarista de Plató i d'Aristòtil
- Dexip (pancratista), famós lluitador de pancraci
- Dexip, poeta còmic atenenc
- Dexip d'Esparta, militar nascut a Esparta però que va lluitar a Sicília
- Dexip de Cos o Dioxip o Diòxip, metge grec
- Diàgores, metge grec
- Diàgores d'Ialisos, esportista grec
- Diàgores de Melos, filòsof i poeta grec
- Dicaeogenes - poeta tràgic
- Dicearc d'Etòlia, ambaixador etoli
- Dicearc de Lacedemònia, escriptor grec
- Dicearc de Messana, filòsof peripatètic, geògraf i historiador grec
- Dicearc de Tàrent, filòsof pitagòric
- Dictus Cretenc - escriptor
- Dídim d'Alexandria metge grec del segle iii
- Dídim d'Alexandria, monjo grec egipci del segle iv, anomenat Dídim el Cec
- Dídim d'Alexandria el jove, escriptor grec
- Dídim d'Alexandria el vell, escriptor grec
- Dièneces - Oficial espartà
- Dífil, dramaturg i actor grec
- Dífil, escriptor grec
- Dífil, filòsof estoic grec
- Dífil, filòsof megàric grec
- Dífil, metge grec
- Dífil, poeta grec
- Dífil d'Atenes, comandant naval atenenc
- Dífil de Sinope, poeta còmic grec
- Dimac - historiador
- Dinó, historiador i pare de Clitarc
- Dinó de Rodes, dirigent de Rodes
- Dinòcrates de Macedònia, arquitecte macedoni
- Dinòcrates de Messènia, polític messeni
- Dinòcrates de Siracusa, dirigent siracusà
- Dió Crisòstom, orador grecoromà
- Dió d'Alexandria, filòsof i acadèmic grec.
- Dió d'Halesa, noble sicilià
- Dió de Siracusa, tirà de Siracusa
- Diocles, escriptor grec
- Diocles, geòmetra grec
- Diocles Caristi, metge grec.
- Diocles d'Atenes, heroi atenenc.
- Diocles de Cnidos, filòsof pitagòric grec.
- Diocles de Flios, poeta còmic grec
- Diocles de Magnèsia, escriptor grec.
- Diocles de Peparet, historiador grec
- Diocles de Rodes, historiador grec.
- Diocles de Síbaris, filòsof grec
- Diocles de Siracusa, polític i legislador de Siracusa
- Diodor Cronos - filòsof
- Diodor d'Alexandria - matemàtic i astrònom
- Diodor de Sicília - historiador
- Diodor de Sinope - Nova dramaturg Comèdia
- Diòdot (escultor àtic), escultor grec
- Diòdot (filòsof), filòsof estoic grec (s. I).
- Diòdot (metge), metge grec (s. I).
- Diòdot (orador), orador atenenc (s. V aC).
- Diòdot d'Èritres, escriptor grec (s.IV aC).
- Diòdot de Nicomèdia, escultor grec
- Diòdot I de Bactriana, primer rei de Bactriana.
- Diòdot II de Bactriana, rei de Bactriana, fill i successor de Diòdot I.
- Diofant (general), general de Mitridates VI Eupator
- Diofant d'Alexandria, matemàtic grec
- Diofant d'Atenes, orador àtic
- Diofant d'Esparta, escriptor grec
- Diofant de Siracusa, filòsof pitagòric grec
- Diofant l'àrab, mestre sofista a Atenes
- Diofantes o Diofant, escriptor grec de medicina
- Diògenes (ambaixador capadoci),historiador i filòsof grec
- Diògenes (escriptor),filòsof grec
- Diògenes (escultor),militar i fill del general Arquelau
- Diògenes (metge),polític de la Lliga Etòlia.
- Diògenes (militar),sàtrapa de Susiana
- Diògenes Apol·loniates,filòsof estoic grec
- Diògenes d'Abila,escriptor grec
- Diògenes d'Acarnània,ambaixador del rei de Capadòcia
- Diògenes d'Esmirna,filòsof grec
- Diògenes de Babilònia o Diògenes Babiloni,escriptor grec
- Diògenes de Cartago,poeta tràgic grec
- Diògenes de Ptolemais
- Diògenes de Rodes,general cartaginès
- Diògenes de Selèucia,escultor grec,filòsof cínic grec
- Diògenes de Sició,filòsof epicuri grec
- Diògenes de Sinope,filòsof greco-egipci
- Diògenes de Susiana,escriptor grec
- Diògenes de Tars,filòsof epicuri grec
- Diògenes Enomau,metge grec
- Diògenes Laerci,filòsof eleàtic
- Diogenià d'Heraclea, escriptor grec
- Diogenià de Cízic, escriptor grec
- Diogenià, nom alternatiu de Diògenes Laerci
- Diomedes (escriptor sobre Homer), escriptor grec sobre Homer
- Diomedes (escriptor), escriptor grec
- Diomedes (fill de Tideu), mític rei d'Argos
- Diomedes de Tars, metge, sant i màrtir grec del segle iii
- Diomedes de Tràcia, fill d'Ares i rei dels bístons
- Diomedes de Tràcia, fill d'Ares i rei dels bístons
- Diòmedes Sòter, rei indogrec
- Dionís (esclau), esclau de Ciceró.
- Dionís (escultor), escultor grec del s. II.
- Dionís (fill de Trifó), escriptor grec del s. I aC.
- Dionís (filòsof epicuri), filòsof epicuri grec (s. III i II aC).
- Dionís (infermer), infermer d'origen grec del s I.
- Dionís (mestre de Plató), escriptor grec del s. V aC.
- Dionís (pintor), pintor grec del s. I.
- Dionís (segle I aC), metge grec.
- Dionís (segle I o I aC), metge grec.
- Dionís (segle I o II), metge grec.
- Dionís (segle II), metge grec.
- Dionís (segle III aC), metge grec.
- Dionís (segle III o IV aC), metge grec.
- Dionís (segle v), metge grec.
- Dionís Ascalap, escriptor grec
- Dionís Cassi Longí (213 -273), filòsof grec.
- Dionís d'Alexandria (bisbe) o Dionisi d'Alexandria, bisbe d'Alexandria
- Dionís d'Alexandria (escriptor) o Dionisi d'Alexandria, escriptor grec
- Dionís d'Alexandria (enginyer) o Dionisi d'Alexandria, inventor del polybolos, una balista de repetició
- Dionís d'Antioquia, sofista grec.
- Dionís d'Argos, escultor grec.
- Dionís d'Atenes, escriptor grec.
- Dionís d'Eges, metge grec.
- Dionís d'Halicarnàs, escriptor i historiador grec
- Dionís d'Heliòpolis, escriptor grec.
- Dionís d'Heraclea o Dionisi d'Heraclea, filòsof grec
- Dionís d'Heraclea o Dionisi d'Heraclea, tirà d'Heraclea del Pont
- Dionís de Bitínia, filòsof grec.
- Dionís de Bizanci, escriptor grec del s. II.
- Dionís de Calcis (historiador) o Dionisi de Calcis, historiador grec
- Dionís de Calcis (poeta) o Chalcus o Dionisi de Calcis o Chalcus, orador i poeta grec
- Dionís de Carax, notable de la ciutat de Carax del s. II.
- Dionís de Carcassona (Lleida, ? - ?), Canonge de Lleida i President de la Generalitat de Catalunya (1533 -1536).
- Dionís de Cirtus, metge grec egipci (s. III?).
- Dionís de Colofó (escriptor) o Dionisi de Colofó, escriptor grec
- Dionís de Colofó (pintor) o Dionisi de Colofó, pintor grec
- Dionís de Corint (poeta) o Dionisi de Corint, poeta èpic grec
- Dionís de Corint (bisbe) o Dionisi de Corint, bisbe de Corint
- Dionís de Faselis, escriptor grec.
- Dionís de Magnèsia, retòric grec mestre de Ciceró.
- Dionís de Milet (historiador) o Dionisi de Milet, historiador grec.
- Dionís de Milet (sofista) o Dionisi de Milet, sofista grec.
- Dionís de Milet (metge) o Dionisi de Milet, metge grec.
- Dionís de Mitilene, historiador grec
- Dionís de París, llegendari bisbe de París.
- Dionís de Pèrgam o Dionís Àtic, retòric grec
- Dionís de Sidó, escriptor grec del s. III.
- Dionís el Jove (396 aC- c. 342 aC), tirà de Siracusa.
- Dionís I, Papa de Roma entre 259 i 268.
- Dionís I el Vell (431 aC-367 aC), tirà de Siracusa.
- Dionís Iàmbic, poeta iàmbic grec.
- Dionís l'Areopagita, erudit grec, membre del consell de l'Areòpag.
- Dionís l'Exigu (c. 470 - c. 544), monjo erudit i matemàtic del segle vi.
- Dionís Periegetes, poeta grec (probablement del s. III).
- Dionís Trax o Dionís de Rodes, escriptor grec de l'època hel·lenística.
- Dionís V de Constantinoble, Patriarca de Constantinoble del 1887 al 1891.
- Dionisi de Sinope, poeta còmic atenenc del s. IV aC.
- Dionísodor, historiador grec
- Dionísodor de Kaunos, geòmetra grec
- Dionísodor de Trezene, escriptor grec
- Dionisodor (Dionysodorus, Διονυσόδωρος), apareix esmentat al diàleg de Plató "Euthydemus" com un germà d'Eutidem de Quios.
- Dionísodor (Dionysodorus, Διονυσόδωρος), fou un retòric grec que apareix esmentat al Symposium de Llucià.
- Dioscòrides (escriptor grec)
- Dioscòrides (filòsof), filòsof estoic grec
- Dioscòrides (metge), metge i escriptor de medicina grec
- Dioscòrides (poeta), poeta grec
- Dioscòrides Pedaci, escriptor de medicina grec (segle I o II), autor del tractat de medicina De Materia Medica
- Dioscòrides Pigós, metge grec.
- Dioscúrides (gravador), gravador de joies del temps d'August, anomenat ocasionalment Dòscòrides
- Dioscúrides de Samos o Dioscòrides de Samos, autor de paviments mosaics romans
- Diòtim (arcont), acont el 354 aC.
- Diòtim, compilador d'endevinalles grec
- Diòtim, filòsof estoic grec
- Diòtim (general)
- Diòtim, poeta grec
- Diòtim, nom d'un o diversos poetes grecs
- Diòtim d'Adramítium, escriptor grec
- Diòtim d'Atenes, historiador atenenc
- Diòtim de Tebes, metge grec
- Diotògenes - escriptor de Pitàgores
- Dius - historiador
- Domici Cal·lístrat, historiador grec
- Doreu, poeta grec
- Doreu d'Esparta, príncep espartà
- Doreu o Dorieu de Rodes, atleta i militar grec
- Doris d'Esparta - rei d'Esparta
- Doroteu, historiador grec
- Doroteu, metge grec del segle ii aC
- Doroteu, metge grec del segle v.
- Doroteu, pintor grec
- Doroteu d'Ascaló, escriptor grec
- Doroteu de Caldea, escriptor grec
- Doroteu de Marcianòpolis, bisbe grec nestorià.
- Doroteu de Sidó, poeta grec
- Doroteu de Tir, bisbe i religiós cristià
- Dosiades - poeta
- Dositeu (historiador), historiador grec
- Dositeu (metge), metge grec
- Dositeu de Colonos, geòmetra grec
- Dositeu Magister, mestre i escriptor grec
- Dracó, músic grec atenenc
- Dracó d'Atenes, autor del primer codi escrit de lleis d'Atenes
- Dracó d'Estratonicea, escriptor grec
- Dracó de Pel·lene, militar al servei d'Esparta
- Dracó I, un dels asclepíades
- Dracó II, un dels asclepíades
- Dracó III, metge personal de Roxana
- Duris (pintor), pintor de gerros grec.
- Duris de Samos, atleta, historiador i home d'estat grec.
- Duris Elaites o Duris d'Elea, poeta grec.

## E
- Ecfant de Siracusa - filòsof
- Ecfàntides - dramaturg còmic
- Edesi de Capadòcia - filòsof
- Edèsia - filòsofa neoplatònica
- Efialtes, general atenès
- Efialtes, general macedoni
- Efialtes d'Atenes, orador atenenc
- Efialtes de Mèlida, pastor de Mèlida que va comunicar als perses un pas a les Termòpiles
- Èfip d'Atenes, poeta còmic grec
- Èfip d'Olint, historiador grec
- Èfor, historiador grec
- Èfor el Jove, historiador grec
- Eli Dionisi, retòric grec d'Halicarnàs.
- Eli Teó - retòric
- Elià Tàctic - escriptor militar
- Elpinice - dona de la noblesa atenesa i filla de Milcíades el Jove, coneguda per haver confrontat Pèricles dues vegades.
- Empèdocles - filòsof
- Enees Tàctic - escriptor
- Enesidem - filòsof escèptic
- Epaminondes - general tebà
- Epicarm - escriptor
- Epícrates d'Ambràcia, poeta còmic grec
- Epícrates d'Atenes, polític grec atenenc
- Epictet (decorador), pintor ceramista grec.
- Epictet (metge), metge grec.
- Epictet de Hieràpolis, filòsof grec.
- Epicur - filòsof
- Epifani d'Alexandria, escriptor grec egipci
- Epifani de Constantinoble suposat company de Sant Andreu
- Epifani de Petra, sofista i retòric àrabogrec
- Epifani el Monjo, escriptor religiós grec
- Epifani I de Constància, bisbe de Constància (l'antiga Salamina) i metropolità de Xipre.
- Epifani I de Constantinoble, patriarca de Constantinoble
- Epifani II de Constància, fou bisbe de Constància (l'antiga Salamina) i metropolità de Xipre.
- Epifani III de Constància, bisbe de Constància (l'antiga Salamina) i metropolità de Xipre.
- Epígenes d'Atenes, poeta grec
- Epígenes de Bizanci, escriptor grec
- Epígenes de Cefísia, filòsof grec
- Epígenes de Sició, poeta còmic grec
- Epílic, poeta còmic grec
- Epílic d'Atenes, poeta còmic grec
- Epimènides (historiador), historiador grec
- Epimènides de Creta, poeta i profeta de Creta
- Epitades - general espartà
- Epitadeu - èfor espartà
- Equècrates (filòsof), filòsof pitagòric
- Equècrates de Macedònia, príncep del regne de Macedònia
- Equècrates de Tessàlia, ministre de Ptolemeu IV Filopàtor
- Equestrat - rei d'Esparta
- Erasístrat de Sició, metge grec probablement del segle I o II aC esmentat per Asclepíades Farmació
- Erasístrat - metge
- Eratòstenes - geògraf
- Erife - poeta de la Comèdia mitjana
- Erinna, poetessa grega del segle iv aC
- Erinna, poetessa grega del segle VI aC
- Erixímac - metge
- Eruci de Cízic - escriptor
- Escilax d'Halicarnàs, astrònom cari
- Escilax de Carianda viatger de Cària al servei de Pèrsia
- Escopes d'Etòlia, militar etoli.
- Escopes de Paros, escultor grec de l'escola àtica moderna
- Espartac - esclau traci
- Espeusip - filòsof
- Espintar (filòsof), alumne de Sòcrates.
- Espintar d'Heraclea, poeta tràgic grec
- Espintar de Corint, arquitecte grec
- Esporos de Nicea - matemàtic
- Èsquil - dramaturg
- Èsquines (filòsof) - filòsof socràtic
- Èsquines (metge) - metge
- Èsquines d'Atenes - orador atenès
- Estesícor - poeta
- Estesímbrot - escriptor
- Estifó - general espartà, fill de Fàrax
- Estilpó - filòsof
- Estobeu - biògraf
- Estrabó - geògraf
- Estrató (esclau) (segle I aC), esclau romà.
- Estrató (deixeble d'Erasístrat) (segle iii aC), metge i escriptor grec.
- Estrató (escultor), escultor grec.
- Estrató (retòric), retòric grec
- Estrató d'Arados, príncep de Fenícia.
- Estrató d'Atenes, poeta còmic atenenc.
- Estrató de Beirut, metge grecofenici.
- Estrató de Làmpsac (segle iii aC), filòsof.
- Estrató de Sardes (segle II), poeta epigramàtic grec.
- Estrató de Sidó, rei de Sidó.
- Estrató de Tir, rei de Tir.
- Etió (escultor) - escultor
- Eubule (jurista), jurista romà d'Orient
- Eubule d'Atarneu Tirà grec del segle iv aC
- Eubule de Cèttia, poeta còmic grec
- Eubúlides d'Atenes, litigant atenenc
- Eubúlides de Cròpia, escultor atenenc
- Eubúlides de Milet, filòsof grec
- Euclides, arcont epònim d'Atenes
- Euclides, metge grec del segle ii aC
- Euclides, metge grec del segle V aC
- Euclides, un dels trenta tirans d'Atenes.
- Euclides d'Atenes, escultor grec
- Euclides d'Esparta, príncep espartà
- Euclides de Gela, fill d'Hipòcrates tirà de Gela.
- Euclides de Megara, filòsof grec
- Euclides de Zancle, líder colonitzador grec
- Euclides d'Alexandria, matemàtic i geòmetra grec
- Eucràtides I de Bactriana rei de Bactriana
- Eucràtides II de Bactriana rei de Bactriana
- Euctemó - astrònom
- Eudàmides I - rei d'Esparta
- Eudàmides II - rei d'Esparta
- Eudem, metge grec
- Eudem, metge i anatomista grec
- Eudem, escriptor grec
- Eudem, escriptor grec
- Eudem, general d'Alexandre el Gran
- Eudem, historiador grec
- Eudem, metge grec
- Eudem, metge grec que va exercir a Roma
- Eudem, metge grec
- Eudem, retòric grec
- Eudem sàtrapa macedoni de Pàrtia.
- Eudem de Rodes, filòsof grec
- Eudor d'Alexandria - filòsof
- Èudox de Cízic, geògraf grec
- Éudox de Cnidos, metge grec
- Èudox de Cnidos, geòmetra, astrònom i metge grec
- Èudox de Rodes, historiador grec
- Èudox, poeta còmic atenenc
- Eufant - escriptor i professor
- Eufem (militar), militar atenès que fou enviat pel govern d'Atenes a Sicília.
- Euforió (escultor), escultor grec.
- Euforió (metge), metge grec.
- Euforió de Calcis, escriptor i poeta grec.
- Euforió del Quersonès, poeta grec.
- Euforió (Euphorion, Εὐφορίων) fou el pare del poeta Èsquil
- Euforió (Euphorion, Εὐφορίων) fou el fill del poeta Èsquil i ell mateix un poeta tràgic.
- Eufranor, escriptor grec
- Eufranor, filòsof pitagòric grec
- Eufranor d'Atenes, escultor i pintor grec
- Eufranor de Selèucia, filòsof escèptic grec
- Eufró d'Atenes, poeta còmic atenenc
- Eufró de Sició, governant de Sició
- Eufroni - terrissaire i pintor de vasos
- Eufrònides, escultor grec
- Eufrònides de Corint, escriptor grec
- Eugamó - poeta èpic
- Eumel (filòsof), filòsof peripatètic grec
- Eumel (pintor), pintor grec
- Eumel (veterinari), cirurgià i veterinari grec
- Eumel de Corint, poeta èpic grec.
- Eumel del Bòsfor, rei del Bòsfor.
- Èumenes, escultor de l'escola de Pèrgam
- Èumenes, germà de Fileter el primer rei de Pèrgam
- Èumenes d'Amastris, tirà de la ciutat d'Amastris
- Èumenes de Bactriana, rei associat a Antímac I de Bactriana
- Èumenes de Cardia, general, un dels diàdocs d'Alexandre el Gran, sàtrapa de Capadòcia.
- Èumenes I de Pèrgam, rei de Regne de Pèrgam 263 aC-241 aC
- Èumenes II de Pèrgam, rei de Regne de Pèrgam 197 aC-160 aC
- Èumenes III de Pèrgam, fill d'Eumenes II i pretendent al tron de Regne de Pèrgam, mort el 134 aC
- Eumeni - professor retòrica
- Eumòlpides - una de les famílies que van córrer els misteris d'Eleusis
- Eunapi - sofista
- Eunom, metge grec
- Eunom d'Atenes, almirall atenenc
- Eunom d'Esparta, rei d'Esparta de la línia Pròclida
- Eunom de Locris, músic grec
- Èupolis - dramaturg de la Vella Comèdia
- Euríbat d'Efes, servidor del rei Cressos de Lídia al que va trair.
- Euríbat de Lacònia, esportista gec
- Euribíades - general espartà
- Eurícrates I - rei d'Esparta
- Eurícrates II - rei d'Esparta
- Euridàmides - rei d'Esparta
- Eurídice (filla d'Antípater), esposa de Ptolemeu I Sòter
- Eurídice d'Atenes, dama atenenca esoposa d'Ofel·les de Cirene i de Demetri Poliorcetes
- Eurídice I de Macedònia, esposa del rei Amintes II de Macedònia, mare del rei Filip II de Macedònia
- Eurídice II de Macedònia, esposa de Filip II de Macedònia
- Eurídice III de Macedònia, esposa de Filip III Arrideu
- Eurídice IV de Macedònia, filla de Lisímac rei de Tràcia i esposa d'Antípater I de Macedònia
- Eurídice d'Egipte, germana i esposa de Ptolemeu IV Filopàtor anomenada Eurídice per Justi, però en realitat es deia Arsinoe (III).
- Euríloc, filòsof escèptic grec
- Euríloc d'Esparta, militar espartà.
- Euríloc de Lúsies, militar arcadi
- Eurimedó, acusador d'Aristòtil
- Eurimedó d'Atenes, general atenenc
- Eurimedó de Tàrent, filòsof pitagòric grec
- Eurípides - dramaturg
- Euripó - rei d'Esparta
- Eurístenes - rei d'Esparta
- Eusebi de Cesarea - historiador cristià
- Eutidem, escriptor grec.
- Eutidem, filòsof grec.
- Eutidem d'Atenes, militar atenenc.
- Eutidem de Quios, sofista grec
- Eutidem de Sició, governant de Sició
- Eutidem I, rei de Bactriana
- Eutidem II, rei de Bactriana
- Eutidem (Euthydemus, Εὐθύδημος) fou fill de Cèfal de Siracusa i germà del gran orador Lísies.
- Eutifró - profeta
- Eutímides, decorador i pintor grec
- Eutímides de Calcis, governant de Calcis
- Eutíquides - escultor i pintor
- Euxènides, pintor grec
- Euxènides d'Atenes, poeta còmic atenenc
- Evàgores de Salamina - rebel
- Evantes, pintor grec
- Evantes, poeta èpic grec
- Evantes de Cízic, historiador grec
- Evantes de Samos, historiador grec
- Evèmer - mitògraf
- Even, poetes grecs
- Even de Paros el Jove, poeta gnòmic grec
- Even de Paros el Vell, poeta elegíac grec
- Evetes - poeta còmic atenenc
- Exèquies - terrissaire i pintor de vasos

## F
- Flavi Arrià - historiador
- Favorí, filòsof grec
- Fedó d'Elis - filòsof
- Fedre - aristòcrata
- Fenip - arcont d'Atenes
- Falaris - tirà d'Agrigent
- Ferècides de Siros, filòsof grec
- Ferècides d'Atenes, antic logògraf grec
- Fídies - escultor
- Fidipides o Filípides, missatger grec
- Filípides d'Atenes, poeta còmic atenenc
- Filèter de Pèrgam, fundador del regne de Pèrgam.
- Filèter (príncep), fill del rei Àtal I de Pèrgam, i germà del rei Èumenes II de Pèrgam
- Filèter d'Atenes, poeta còmic atenenc
- Felip I Filadelf - rei selèucida de Síria
- Filip II de Macedònia - rei de Macedònia
- Felip II Filoromà - rei selèucida de Síria
- Filip III de Macedònia - rei de Macedònia
- Filip IV de Macedònia - rei de Macedònia
- Filip V de Macedònia - rei de Macedònia
- Filip V de Macedònia - rei de Macedònia
- Filist - historiador
- Filetes de Cos, poeta i gramàtic grec
- Filetes de Samos, poeta grec
- Filetes (metge), metge grec
- Fileu (arquitecte), arquitecte
- Filó (metge), metge grec de la secta dels metòdics (s. I o II aC).
- Filó (escultor), escultor grec (s. IV aC).
- Filó (arquitecte), arquitecte atenenc (s. IV aC).
- Filó Acadèmic, filòsof grec.
- Filó Carpasi o Filó Carpaci, bisbe grec.
- Filó d'Alexandria o Filó Jueu, religiós jueu.
- Filó d'Atenes, polític atenenc.
- Filó d'Enos mercenari grec.
- Filó de Bizanci, enginyer grec.
- Filó de Larissa, filòsof grec.
- Filó de Mègara o Filó Dialèctic, filòsof grec.
- Filó el Pitagòric, filòsof grec.
- Filó de Tars (diaca), diaca grec
- Filó de Tars (metge), metge grec
- Filó de Tiana, geòmetra grec.
- Filó el Vell escriptor grec (s. I aC).
- Filó Heracliotes, escriptor grec.
- Filó Herenni Bibli o simplement Filo Herenni, gramàtic grec (s. I-II dC).
- Filolau - filòsof
- Filòcor - historiador
- Filoxen, oficial macedoni, sàtrapa de Cilícia
- Filoxen de Citera, destacat poeta ditiràmbic grec
- Filoxen de Lèucada, poeta grec
- Filoxen d'Alexandria, gramàtic grec
- Filoxen, poeta grec
- Filoxen, cirurgià egipci
- Filoxen, pintor grec
- Filoxen Indogrec, rei indogrec
- Foció - estadista atenès
- Focílides - poeta
- Formió d'Atenes, general atenenc
- Formió d'Efes, filòsof peripatètic d'Efes.
- Frine - cortesana
- Frínic (general), general atenenc
- Frínic (poeta tràgic), poeta atenenc (s V aC)
- Frínic (actor), actor tràgic grec
- Frínic (poeta còmic), poeta còmic de la vella comèdia (s. V aC)

## G
- Gnem, almirall espartà de la Guerra del Peloponès
- Galè - metge
- Geló I, tira de Gela (491 aC-485 aC) i de Siracusa 485 aC-478 aC
- Geló II, rei de Siracusa 240 aC-216 aC.
- Geló de l'Epir, conspirador epirota
- Glafira - hetera
- Glauc d'Esparta, espartà amb fama de just
- Glauc d'Atenes, poeta grec
- Glauc de Nicòpolis, poeta grec
- Glauc de Rhègion, poeta i músic grec
- Glauc (escriptor), escriptor grec
- Glauc de Carist, esportista grec
- Glauc de Quios, escultor grec
- Glauc de Lemnos, escultor grec
- Glauc d'Argos, escultor grec
- Glauc (metge d'Hefestió), metge grec que va atendre a Hefestió de Pel·la
- Glauc d'Alexandria, metge grec
- Glauc (metge segle II aC), metge grec
- Glauc (metge segle I aC), metge grec
- Glicó, poeta líric grec
- Glicó, escultor atenenc
- Gnatena - cortesana
- Gòrgies, cirurgià grec.
- Gòrgies, germà d'Hipòcrates III.
- Gòrgies d'Atenes, orador grec del segle I aC.
- Gòrgies d'Esparta, escultor grec.
- Gòrgies de Leontins, filòsof grec del segle V aC.
- Gòrgies de Macedònia, un dels oficials d'Alexandre el Gran.
- Gòrgides - cap militar de Tebes
- Gregori de Nissa - sant cristià
- Gílip - general espartà

## H
- Harmodi i Aristogitó - tiranicides atenesos
- Habron - gramàtic
- Hagnó - colonitzador atenès
- Hagnotemis - va al·legar que Alexandre el Gran havia estat enverinat
- Harmodi i Aristogitó - assassins
- Hàrpal (tresorer), noble macedoni, tresorer d'Alexandre el Gran
- Hàrpal (ambaixador), cap dels ambaixadors de Perseu de Macedònia
- Hàrpal (astrònom), astrònom grec
- Hecateu - historiador
- Hecateu d'Abdera - historiador i filòsof
- Hecatompos - governant a Àsia
- Hecató - filòsof estoic
- Hèdil - epigramatista
- Hegemó de Tassos, poeta còmic grec
- Hegemó d'Atenes, orador atenenc
- Hegemó, poeta èpic grec
- Hegemó, poeta epigramàtic grec
- Hegesandre - escriptor
- Hegèsies de Magnèsia, retòric i historiador grec
- Hegèsies de Salamina, poeta grec
- Hegèsies de Cirene, filòsof grec
- Hegèsies, escultor grec
- Hegèsip, orador atenenc
- Hegèsip, poeta còmic grec
- Hegèsip de Jerusalem, primer historiador de l'Església
- Hegèsip de Meciberna, historiador i topògraf grec
- Hegèsip, poeta grec
- Hegesípila - esposa de Milcíades el Jove
- Hegesístrat de Sigeu, fill de Pisístrat i tirà de Sigeu
- Hegesístrat d'Elis, herald d'Elis al servei de Pèrsia
- Hegesístrat de Samos, militar de Samos.
- Heliocles - greco-bactrià rei
- Heliodor (regent), regent de Demetri el jove
- Heliodor de Constantinoble, prefectus urbi
- Heliodor d'Atenes, poeta grec
- Heliodor (poeta), poeta grec
- Heliodor (poeta segle I), poeta grec
- Heliodor (escriptor segle I aC), escriptor grec
- Heliodor (escriptor), escriptor grec
- Heliodor (retòric), retòric grec
- Heliodor (filòsof), filòsof estoic grec
- Heliodor (prefecte), prefecte d'Egipte
- Heliodor (sofista), sofista àrab
- Heliodor (historiador), historiador grec
- Heliodor d'Emesa escriptor grec
- Heliodor de Larissa, escriptor grec
- Heliodor (escultor), escultor grec
- Heliodor (cirurgià), cirurgià grec
- Hel·lànic de Mitilene, logògraf grec
- Hel·lànic (escriptor), escriptor grec (s. III-II aC)
- Hel·lànic (assassí d'Aristònim)
- Hefestió de Pel·la, amic i amant d'Alexandre el Gran
- Hefestió (escriptor), escriptor grec
- Hefestió (editor), editor de llibres grec
- Hefestió (escultor), escultor grec
- Hefestió de Tebes - astròleg
- Heraclides (fill d'Aristògenes), comandant siracusà (s. V aC)
- Heraclides (fill d'Agàtocles) (s. IV aC), fill del tirà siracusà Agàtocles
- Heraclides de Siracusa (governant), general siracusà (s. IV aC)
- Heraclides (deixeble d'Hicesi), metge grec (s. I aC)
- Heraclides de Siracusa (fill de Lisímac), militar siracusà
- Heraclides (ministre selèucida), ambaixador selèucida
- Heraclides (pintor) (s. II aC), pintor macedoni
- Heraclides d'Alexandria, escriptor grec
- Heràclides d'Atenes, militar grec (s. III aC)
- Heraclides de Bizanci, ambaixador selèucida d'Antíoc III el gran (s. II aC)
- Heraclides de Cime, historiador grec
- Heraclides d'Efes, escultor grec
- Heraclides d'Enos, assassí del rei Cotis (s. IV aC)
- Heraclides d'Èritres, metge grec d'Èritres de Jònia contemporani d'Estrabó (segle I aC)
- Heraclides Esculapi, metge grec (s. V aC)
- Heraclides de Girtó, general macedoni (s. III/II aC)
- Heraclides de Leontins, tirà de Leontins (s. III aC)
- Heraclides de Lícia, retòric grec
- Heraclides (fill d'Antíoc), oficial de cavalleria macedoni al servei d'Alexandre el Gran (s. IV aC)
- Heraclides de Magnèsia, historiador grec
- Heraclides de Maronea, grec mercenari a Tràcia
- Heraclides de Milasa, comandant grec (s. V aC)
- Heraclides d'Oxirrinc, historiador grec (s. III aC)
- Heràclides Pòntic, o Heràclides d'Heraclea filòsof grec
- Heraclides de Sinope, poeta grec
- Heraclides de Siracusa (almirall), general i governant siracusà (s. IV aC)
- Heraclides de Tarent (arquitecte), conseller del rei Filip V de Macedònia (s. III/II aC)
- Heraclides de Tarent (metge), metge grec deixeble de Mànties (segle iii aC o segle ii aC)
- Heràclit - filòsof
- Hermeu - rei indogrec
- Hermàgores de Temnos, retòric grec
- Hermàgores Carió, retòric grec
- Hermàgores d'Amfípolis filòsof estoic grec
- Hèrmies d'Atarneu (segle IV aC), tirà de les ciutats d'Atarneus i Assos a Mísia
- Hèrmies de Cària (segle iii aC), ministre selèucida
- Hèrmies de Cúria (segle IV aC), poeta iàmbic grec
- Hèrmies de Fenícia, filòsof neoplatònic grec
- Hèrmies de Metimna, historiador grec
- Hèrmies (escriptor), escriptor grec cristià del segle II
- Hèrmies (heretge), eclesiàstic i fundador de la secta herètica dels henneians o seleucians, al segle iv aC
- Hèrmies Sozomen, historiador de l'església
- Hermip d'Atenes, poeta còmic atenenc
- Hermip d'Esmirna, filòsof grec
- Hermip de Beirut, escriptor grec
- Hermòcrates de Siracusa, home d'estat siracusà
- Hermòcrates de Siracusa (pare de Dionís) (Hermocrates Ἑρμοκράτης) fou el pare de Dionís el Vell de Siracusa
- Hermòcrates de Rodes, ambaixador grec al servei de Pèrsia
- Hermòcrates, filòsof grec
- Hermòcrates de Focea, retòric grec
- Hermòcrates d'Iasos, escriptor grec
- Hermòcrates, metge grec
- Hermòcrates (general), general de Mitridates VI Eupator.
- Heró d'Alexandria - científic
- Eli Herodià - gramàtic
- Heròdot - historiador
- Heròfil de Calcedònia, metge grec
- Heròfil, veterinari i cirurgià grec
- Heròstrat de Naucratis, comerciant grec
- Heròstrat d'Efes, ciutadà d'Efes que va calar foc al temple d'Àrtemis
- Hesíode - poeta
- Hesiqui de Salona, bisbe de Salona.
- Hesiqui d'Acaia, magistrat romà
- Hesiqui, devot deixeble de Sant Hilari.
- Hesiqui Egipci, bisbe egipci
- Hesiqui d'Apamea, bisbe d'Apamea
- Hesiqui de Constantinoble, escriptor grec
- Hesiqui de Jerusalem, escriptor grecoromà cristià
- Hesiqui Taquígraf, escriptor grec
- Hesiqui d'Alexandria, escriptor i gramàtic grec.
- Hicetes de Leontins, governant grec de Leontins, vers 353 aC a 338 aC, i de Siracusa (Hicetes I) 346 aC a 344 aC
- Hicetes de Siracusa o Hicetes II, governant grec de Siracusa 289 aC a 280 aC
- Hicetes, filòsof pitagòric grec
- Hieró I - tirà de Siracusa
- Hieró II - tirà de Siracusa
- Hièrocles d'Alexandria - filòsof
- Hipal - explorador
- Hiparc (tirà), tirà d'Atenes, fill de Pisístrat i germà d'Híppies
- Hiparc (llibert), llibert de Marc Antoni
- Hiparc (poeta), poeta còmic atenenc
- Hiparc (escriptor), escriptor grec egipci
- Hiparc de Colarges, membre de la dinastia dels pisistràtides
- Hiparc d'Eubea, tirà d'Erètria
- Hiparc de Nicea, astrònom i matemàtic
- Hiparc de Tebes, filòsof pitagòric
- Hípies (tirà), fill de Pisístrat
- Hípies d'Arcàdia, capità d'una companyia de mercenaris arcadis
- Hípies d'Elis, sofista grec
- Hípies de Tassos, antic gramàtic grec
- Hípies de Delos, gramàtic grec
- Hípies d'Eritrea, historiador grec,
- Hípies, escultor grec
- Hípies, escultor grec
- Hípies, mecànic i geòmetra grec
- Hipòclides - arcont d'Atenes
- Hipòcrates - 2:00; metge, el general atenès
- Hipòdam - arquitecte
- Hipònax d'Efes, poeta iàmbic grec (s.V aC).
- Hipònax, escriptor i gramàtic grec.
- Hipònic I, amic de Soló.
- Hipònic II, usurpador d'un tresor
- Hipònic III, general atenenc
- Hipònides - general espartà
- Histiaeus - tirà de Milet
- Homer - poeta
- Hipàcia d'Alexandria - filòsof
- Hipèrbol - estadista atenès
- Hipèrides - orador
- Hipsicles - matemàtic i astrònom
- Hipsícrates de Fenícia, historiador fenici
- Hipsícrates d'Amisos, historiador grec
- Hipsícrates, escriptor i gramàtic romà

## I
- Isop - autor de faules
- Irene, pintora que menciona Plini el Vell
- Ireneu d'Alexandria, escriptor grec
- Ireneu Referendari, poeta grec
- Iàmblic I d'Èmesa, filarca o príncep d'Èmesa
- Iàmblic II d'Èmesa, filarca o príncep d'Èmesa
- Iàmblic de Babilònia, escriptor sirià
- Iàmblic de Calcis, famós filòsof neoplatònic grec de la primera meitat del segle IV
- Iàmblic d'Apamea, filòsof neoplatònic grec de la segona meitat del segle IV
- Iambul - escriptor
- Íbic - poeta
- Ictí - arquitecte
- Idomeneu (filòsof) - escriptor de Làmpsac
- Ió de Quios - poeta
- Iofont - poeta tràgic
- Ifícrates el Vell, general atenenc del segle iv aC
- Ifícrates el Jove, fill del general Ifícrates el Vell i polític atenenc.
- Ireneu de Lió - teòleg
- Ireneu d'Alexandria, escriptor grec.
- Ireneu Referendari, poeta grec.
- Iseu de Calcis, un dels deu oradors àtics del cànon alexandrí.
- Iseu d'Assíria, sofista i retòric nadiu d'Assíria
- Isàgores - arcont d'Atenes
- Isidor d'Alexandria - filòsof neoplatònic
- Isidor de Milet - arquitecte
- Isigò de Nicea, escriptor grec
- Isigó, escultor grec.
- Isòcrates d'Atenes (436 aC-338 aC), orador i retòric atenenc
- Isòcrates d'Apol·lònia (segle IV aC), orador grec
- Ister de Cirene - escriptor
- Isil - poeta

## J
- Jasó de Feres. general tessalir
- Juli Cels, erudit grec del segle VII
- Juli Diocles, poeta grec

## L
- Lacedemoni - general atenès
- Lacides - filòsof
- Lais de Corint - hetera
- Lais la Jove - hetera
- Làmac - general atenès
- Lampre d'Atenes, músic grec (s. V aC)
- Lampre d'Eritrea, filòsof grec de l'escola peripatètica
- Lamprocles d'Atenes, poeta ditiràmbic i músic atenenc
- Lamprocles (Λαμπροκλῆς) fou el fill gran de Sòcrates.
- Laques - aristòcrata atenès i general
- Las d'Hermione - poeta
- Lecani Ari, metge grec del segle I aC
- Leòcares el Jove, escultor grec del segle I aC
- Leòcares el Vell, escultor grec del segle iv aC
- Leonat - macedoni noble
- Leònides (filòsof), filòsof estoic grec
- Leònides (general) (s. IV aC), general d'Antígon el borni i de Ptolemeu I Sòter
- Leònides (metge) (s. I-II?), metge grec nadiu d'Alexandria
- Leònides d'Alexandria (s. I), poeta grec
- Leònides d'Heraclea, assassí del tirà Clearc el 353 aC.
- Leònides de Bizanci, escriptor grec
- Leònides de l'Epir, mestre d'Alexandre el Gran
- Leònides de Rodes, famós corredor de l'antiga Grècia.
- Leònides de Tàrent, poeta grec
- Leònides I, rei d'Esparta (490-480 aC), comandant de les tropes espartanes a la batalla de les Termòpiles (480 aC)
- Leònides II, rei d'Esparta (254 -235 aC)
- Leòstenes d'Atenes - en general atenès
- Leotíquides (príncep), net del rei Arquidam II d'Esparta i fill del rei Agis II.
- Leotíquides (rei) rei espartà del 491 aC al 469 aC.
- Lesbonax, escriptor grec
- Lesbonax, filòsof i sofista grec
- Lesques - poeta èpic
- Leucip - filòsof
- Leucó, escultor grec
- Leucó, poeta grec
- Leucó del Bòsfor, rei del Bòsfor
- Libani - escriptor
- Licimni de Quios, poeta ditiràmbic grec
- Licimni de Sicília, retòric de Sicília
- Licó (almirall), almirall macedoni al servei d'Antígon el Borni
- Licó d'Atenes, orador i demagog atenenc
- Licó d'Escarpea, actor còmic grec.
- Licó de Siracusa, militar siracusà
- Licó de Troas, filòsof peripatètic grec
- Licòfron de Calcis, poeta i gramàtic alexandrí
- Licofró de Corint, fill de Periandre, tirà de Corint
- Licofró de Rodes, ambaixador rodi
- Licofró I de Feres, tirà de Feres
- Licofró II de Feres, tirà de Feres
- Licortes - estadista i pare de Polibi
- Licurg (legislador), legislador espartà
- Licurg d'Atenes, orador atenès
- Licurg (polític del segle VI aC), polític atenès
- Licurg (rei d'Esparta), rei d'Esparta 220 aC - 210 aC
- Lidíades de Megalòpolis (ambaixador) ambaixador de la Lliga Aquea del segle ii aC
- Lidíades de Megalòpolis (tirà) tirà de Megalòpolis i general de la Lliga Aquea del segle iii aC
- Ligdamis (rei), rei o cap dels cimmeris
- Ligdamis de Naxos, polític de l'illa de Naxos.
- Ligdamis de Siracusa, esportista siracusà.
- Ligdamis I, sàtrapa de Cària vers el 494 aC
- Ligdamis II, sàtrapa de Cària vers el darrer quart del segle V aC.
- Lisandre - general espartà
- Lisànies (escultor), escultor grec.
- Lisànies de Cirene, gramàtic grec
- Lisànies I d'Abilene, tetrarca d'Abilene.
- Lisànies II d'Abilene, tetrarca d'Abilene
- Lísies (ambaixador), ambaixador selèucida.
- Lísies (escultor), escultor grec del temps d'August
- Lísies (general selèucida), general al servei de Seleuc I Nicàtor
- Lísies (ministre), ministre del rei selèucida Antíoc IV Epífanes
- Lísies (orador), orador atenenc
- Lísies (sofista), sofista grec del segle iv aC
- Lísies d'Atenes, general atenenc
- Lísies de Tars, filòsof grec
- Lisímac (militar) militar selèucida
- Lisímac (príncep), fill de Lisímac de Tràcia i d'Arsinoe
- Lisímac (tutor d'Àtal), tutor del rei Àtal de Pèrgam
- Lisímac d'Acarnània, tutor d'Alexandre el Gran
- Lisímac d'Alexandria, gramàtic grecoegipci
- Lisímac d'Atenes, ciutadà atenenc subvencionat
- Lisímac d'Egipte (s. III aC), fill de Ptolemeu II Filadelf i d'Arsinoe
- Lisímac de Beòcia, poeta còmic grec
- Lisímac de Cos, metge grec
- Lisímac de Tràcia (c. 350 aC - 281 aC), rei de Tràcia i de Macedònia
- Lísip d'Arcàdia, poeta còmic grec
- Lísip d'Esparta, militar espartà.
- Lísip de l'Epir, escriptor grec
- Lísip de Sició, o simplement Lísip, escultor grec
- Lisis (filòsof), filòsof pitagòric grec
- Lisis (poeta), poeta grec
- Lisistrat - escultor
- Livi Andronic - poeta, dramaturg, colonitzador i esclau
- Lleó d'Esparta - rei d'Esparta
- Llucià (màrtir), sant màrtir del segle iii amb Marcià, antic patró de Vic.
- Llucià d'Antioquia, eclesiàstic sirià del segle iii.
- Llucià de Biza, eclesiàstic grec del segle v.
- Llucià de Cafargamala o Llucià de Jerusalem, eclesiàstic del segle V
- Llucià Pasifó, escriptor grec.
- Llucià, escriptor grec del segle ii.
- Longus - escriptor

## M
- Macó - poeta de la Nova Comèdia
- Manacme (filòsof) filòsof platònic
- Manecme de Sició, escriptor grec
- Marc Argentari - epigramatista, retòric
- Marc Gal Asclepíades (Marcus Gallus Asclepiades), metge grec
- Marc Metti Epafrodit, escriptor grec
- Marcel Sidetes - poeta
- Marí de Flàvia Neàpolis - filòsof
- Màrsies de Pel·la - escriptor
- Matró de Pítana - parodista
- Màxim d'Efes - anatomista i filòsof
- Mègacles II, oponent de Pisístrat, casat amb Agarista, filla de Clístenes tirà de Sició.
- Mègacles (fill d'Hipòcrates), vencedor als jocs pitis.
- Mègacles (oficial de Pirros), oficial de Pirros de l'Epir.
- Mègacles de Mitilene, líder polític de Mitilene.
- Mègacles de Siracusa, fill de Dió de Siracusa, i gendre de Dionís I el Vell.
- Mègacles, arcont el 612 aC.
- Mègacles, sisè arcont perpetu.
- Megàstenes - viatger
- Melanípides - poeta
- Melant de Sició, pintor grec
- Melanti, poeta tràgic atenenc
- Meleagre (militar), militar macedoni
- Melèagre de Gàdara, poeta grec
- Meleagre (regent), militar i efímer regent de Macedònia el 323 aC.
- Melèagre de Macedònia, rei de Macedònia el 279 aC
- Melesàgores de Calcedònia - escriptor
- Mèlet - poeta tràgic i acusador de Sòcrates
- Melinno - poetessa
- Melissos de Samos - filòsof d'Elea
- Memnó d'Heraclea, historiador grec probablement del segle I aC o I dC.
- Memnó de Rodes, general rodi al servei de Pèrsia
- Memnó de Tràcia, general macedoni.
- Menandre (general), general atenenc del segle V aC.
- Menandre (sàtrapa), oficial macedoni i sàtrapa de Lídia.
- Menandre d'Atenes, poeta grec, el més distingit dels poetes de la nova comèdia (segle IV aC i III aC).
- Menandre d'Efes, historiador grec.
- Menandre de Laodicea, diversos personatges.
- Menandre I, rei indo-grec vers 150 aC a 135 aC.
- Menecme de Naupacte, escultor grec
- Menecme o Manecme d'Alopeconnès, matemàtic i filòsof grec
- Menècrates (llibert), llibert de Sext Pompeu.
- Menècrates (poeta), poeta còmic grec.
- Menècrates d'Efes - poeta
- Menècrates d'Esmirna, poeta grec.
- Menècrates de Siracusa, metge siracusà.
- Menècrates de Xant - historiador
- Menedem el Cínic, filòsof cínic grec
- Menedem de Macedònia (general), general d'Alexandre
- Menedem (oficial de Lucul·le), oficial i amic del general Lucul·le
- Menedem d'Erètria, filòsof i governant d'Erètria
- Menedem de Crotona, governant de Crotona
- Menedem de Macedònia (cesarià), militar macedoni
- Menedem de Rodes, general rodi
- Menedeu - general espartà
- Menelau (escultor), escultor grec.
- Menelau (príncep), fill del rei Amintes II de Macedònia
- Menelau d'Alexandria, matemàtic grec del segle I
- Menelau d'Anea, filòsof grec natural
- Menelau d'Eges, poeta èpic grec
- Menelau de Macedònia, besavi d'Alexandre el Gran
- Menelau de Xipre, germà de Ptolemeu I Sòter, governador de Xipre
- Menèstor - escriptor botànic
- Menexè - fill de Sòcrates
- Menip (ambaixador selèucida), ambaixador selèucida
- Menip (militar), oficial de Filip V de Macedònia.
- Menip d'Estratonicea, orador cari
- Menip d'Òreos, tirà d'Òreos, el segle iv aC
- Menip de Gàdara, filòsof cínic
- Menip de Pèrgam, geògraf grec
- Menó (dirigent siracussà), dirigent siracusà (s. IV aC)
- Menó de Farsàlia (aliat d'Atenes) aliat dels atenencs al segle V aC
- Menó de Farsàlia (general), general de la cavalleria tessàlia
- Menó de Larissa, aventurer tessali
- Menodor (metge) (s. I), metge grec.
- Menodor (escultor) (s. I), escultor grec originari d'Atenes.
- Menòdot de Nicomèdia (s. II), metge grec.
- Menòdot de Samos, historiador grec.
- Mentor de Rodes - cap militar
- Metagenes - poeta còmic atenès
- Metó (astrònom), astrònom grec.
- Metó de Tàrent, ciutadà de Tàrent (Itàlia).
- Metrodor de Tral·les, escriptor grec (s. V-IV aC?)
- Metrodor de Làmpsac el Jove, filòsof grec nadiu d'Atenes o de Làmpsac dels segles IV i III aC
- Metrodor (metge segle I aC), metge grec
- Metrodor (deixeble de Sabí), metge grec
- Metrodor (gendre d'Aristòtil), metge grec
- Metrodor (militar), militar macedoni, oficial de Filip V de Macedònia.
- Metrodor (matemàtic), poeta grec.
- Metrodor d'Alexandria, eclesiàstic egipci del segle II
- Metrodor d'Atenes, pintor i filòsof grec del segle ii aC
- Metrodor d'Escepsis, filòsof i polític grec
- Metrodor d'Estratonice, filòsof grec del segle ii aC
- Metrodor de Cos, filòsof grec del segle V aC
- Metrodor de Làmpsac, escriptor grec del segle V aC
- Miccíades - escultor
- Micíades - general de Còrcira
- Micó d'Atenes, pintor i escultor grec
- Micó de Siracusa, escultor grec
- Míddies (orador), enemic declarat de Demòstenes
- Míddies d'Atenes, atenenc satiritzat
- Milcíades el Jove (v. 550 aC - 489 aC), nebot de Milcíades el Vell, militar i tirà atenenc.
- Milcíades el Vell, tirà del segle vi aC.
- Milciàdes (Miltiades, Μιλτιάδης) fou un militar espartà que al final de la guerra del Peloponès era el comandant de la flota espartana juntament amb Lisandre i Filòcares.
- Milciàdes (Miltiades, Μιλτιάδης), net de Milcíades el Jove i fill de Cimó, esmentat a l'escolàstica d'Aristides i per Èsquines. Va tenir un càrrec secundari, com herald al final del segle V aC.
- Miló de Crotona - atleta
- Mimnerm - poeta
- Míndar - general espartà
- Miró (escultor) (Elèuteres, Àtica, s VI-V aC), escultor grec autor del “Discòbol”
- Miró (general), general de Mitridates VI Eupator (s. II-I aC)
- Miró de Priene, historiador grec
- Miró de Sició, tirà de Sició
- Mirònides - general atenès
- Mirsil - historiador
- Mirtil (coper epirota), esmentat per Plutarc a Pirros (Vides Paral·leles).
- Mirtil (poeta), poeta còmic grec
- Mirtil (sicari), sicari romà.
- Mirtis (poetessa) poetessa lírica grega
- Mirtis d'Argos, polític argiu
- Mitridates VI Dionís, rei del Pont entre 121 aC i 63 aC.
- Mnasees o Mnaseu, metge grec
- Mnasees d'Argos, governant d'Argos
- Mnasees de Beirut, escriptor grec
- Mnasees de Fòcida, governant de Fòcida.
- Mnasees de Patara, famós literat grec
- Mnèsicles - arquitecte
- Mnesímac - poeta de la comèdia mitjana
- Moeris - lexicògraf àtic
- Mòrsim - poeta
- Moscos de Siracusa - poeta
- Mosquió (cuiner), notable cuiner grec
- Mosquió (escriptor segle II), escriptor grec
- Mosquió (escriptor segle III aC), escriptor grec
- Mosquió (escultor), escultor grec
- Mosquió (metge), metge grec
- Mosquió (poeta), poeta grec
- Museu - poeta llegendari
- Museu el Gramàtic - gramàtic, autor de l'obra Hero i Leandre
- Museu d'Efes - poeta èpic d'època desconeguda
- Museu (militar) - oficial d'Antíoc III
- Mia - filla de Pitàgores

## O
- Olímpia de l'Epir - mare d'Alexandre el Gran
- Olimpiòdor de Tebes - historiador
- Onèsil de Salamina - rebel
- Onomàcrit - poeta
- Orestes de Macedònia - rei de Macedònia
- Orígenes - teòleg

## P
- Peoni d'Efes (Paeonius, Παιώνιος), arquitecte grec
- Peoni de Mende (Paeonius, Παιώνιος), escultor grec nadiu de Mende (Tràcia).
- Pagondes de Tebes esportista grec
- Pagondes (Pagondas, Παγώνδας) fou el pare de Píndar segons Eustaci de Tessalònica.
- Pagondes (beotarca), militar tebà, beotarca l'any 424 aC
- Pagondes d'Acaia suposat legislador aqueu
- Pal·lades - poeta
- Pàmfil de Samos, filòsof grec.
- Pàmfil, retòric i escriptor grec.
- Pàmfil, filòsof grec.
- Pàmfil d'Alexandria o Pàmfil de Nicòpolis, metge i gramàtic de l'Alexandria hel·lenistica.
- Pàmfil, poeta epigramàtic grec.
- Pàmfil de Sicília, sofista o gramàtic grec.
- Pàmfil de Beritos, prevere, sant màrtir.
- Pàmfil d'Amfípolis, pintor grec.
- Pàmfil, escultor grec.
- Paneci de Rodes - filòsof
- Pantaleó de Lídia, príncep, fill d'Aliates de Lídia
- Pantaleó de Pisa, tirà de Pisa a l'Èlide
- Pantaleó d'Etòlia, cap polític etoli
- Pantaleó de Thermus, polític etoli
- Pantaleó de Bactriana, rei de Bactriana, i fundador del Regne Indogrec
- Pantoleó o Sant Pantaleó o Panteleemó, metge de Nicomèdia a Bitínia del segle iii, considerat sant
- Parmènides - filòsof
- Parmeni - general macedoni
- Parrasi - pintor
- Pau d'Alexandria - astròleg
- Paule Egineta - metge
- Pausànies de Macedònia - rei de Macedònia
- Pausànies d'Esparta - rei d'Esparta
- Pausànies - viatger i geògraf
- Pisandre d'Esparta, noble esparta, cunyat d'Agesilau II, militar.
- Pisandre de Camiros, poeta grec
- Pisandre de Laranda, poeta grec.
- Pelòpides - estadista tebà
- Pèlops d'Esparta - rei d'Esparta
- Pèlops (metge), metge d'Esmirna
- Perdicas I de Macedònia - rei de Macedònia
- Perdicas II de Macedònia - rei de Macedònia
- Perdicas III de Macedònia - rei de Macedònia
- Periandre de Corint, tirà de Corint vers 625 a 585 aC
- Periandre d'Ambràcia, tirà d'Ambràcia al final del segle vii aC i començament del segle vi aC, contemporani de Periandre de Corint
- Periandre (metge), metge grec del segle IV aC
- Pèricles - estadista atenès
- Persèfone - la deessa de l'inframón
- Perseu de Macedònia rei de Macedònia
- Perseu de Kètion filòsof grec
- Perseu (pintor), pintor grec
- Perseu (matemàtic), matemàtic grec del segle ii aC
- Pigres d'Halicarnàs - poeta
- Píndar - poeta
- Pirró d'Elis - filòsof
- Pirros (escultor), escultor grec.
- Pirros II, rei de l'Epir.
- Pirros III, rei de l'Epir.
- Pirros I, rei de l'Epir.
- Pisístrat - tirà d'Atenes
- Pitac de Mitilene - un dels set savis de Grècia
- Pitàgores - filòsof
- Pitàgores - matemàtic
- Pitees, filla d'Aristòtil
- Pitees (orfebre), orfebre grecoromà
- Pitees d'Atenes, orador atenenc
- Pitees d'Egina, atleta i militar grec
- Pitees de Massília, famós navegador grec
- Pitees de Tebes, beotarca de Beòcia
- Pitocles d'Atenes, orador atenenc.
- Pitocles de Samos, escriptor grec.
- Pitòdor (escultor), escultor grec del segle I
- Pitòdor de Tebes, escultor grec arcaic
- Pitodoris, reina del Pont.
- Plató - filòsof
- Plistarc d'Esparta, rei d'Esparta vers 489 aC a 458 aC.
- Plistarc de Macedònia, germà de Cassandre de Macedònia i sobirà de Cilícia del 301 aC al 300 aC.
- Plotí - filòsof
- Plutarc - biògraf
- Polemó (escriptor), escriptor grec.
- Polemó (geògraf), filòsof i geògraf grec.
- Polemó Antoni, sofista i retòric romà.
- Polemó d'Atenes, filòsof platònic grec.
- Polemó d'Estimfea, oficial macedoni.
- Polemó I o Polemó d'Olba, rei del Pont i del Bòsfor.
- Polemó II, rei del Pont i del Bòsfor.
- Polibi - historiador
- Policarp d'Esmirna o Sant Policarp, religiós i escriptor grec cristià del segle ii.
- Policlet - escultor
- Polícrates (escultor), escultor grec
- Polícrates d'Argos, militar grec del segle iii aC
- Polícrates d'Atenes, sofista i retoric grec
- Polícrates de Samos, tirà de Samos al segle vi aC
- Polidectes - rei d'Esparta
- Polidor d'Esparta, rei d'Esparta
- Polidor de Feres, tirà de Feres
- Polidor de Rodes, escultor grec
- Polignot - pintor
- Polispercó - regent de Macedònia
- Porfiri - filòsof
- Posídip (epigramàtic), poeta epigramàtic grec
- Posídip d'Atenes, poeta atenenc de la nova comèdia
- Posidoni - filòsof
- Pratines - dramaturg
- Praxil·la - poeta
- Praxíteles - escultor
- Pritanis d'Esparta, rei d'Esparta
- Pritanis del Bòsfor, rei del Bòsfor
- Procle, filòsof
- Procles (artista), artista grec
- Procles d'Epidaure, tirà d'Epidaure
- Procles de Teutrània, descendent de Demarat d'Esparta, senyor de Pèrgam i Teutrània
- Procles, rei d'Esparta, fundador de la dinastia pròclida
- Pròdic de Queos - filòsof
- Prúsies I - rei de Bitinia
- Prúsies II - rei de Bitinia
- Ptolemeu (desambiguació), diversos personatges
- Ptolemeu Filadelf - fill d'Antonio i Cleopatra
- Ptolemeu I Sòter governant ptolemaic d'Egipte
- Ptolemeu II Filadelf governant ptolemaic d'Egipte
- Ptolemeu III Evergetes governant ptolemaic d'Egipte
- Ptolemeu IV Filopàtor governant ptolemaic d'Egipte
- Ptolemeu IX Làtir governant ptolemaic d'Egipte
- Ptolemeu V Epífanes governant ptolemaic d'Egipte
- Ptolemeu VI Filomètor governant ptolemaic d'Egipte
- Ptolemeu VII Neofilopàtor governant ptolemaic d'Egipte
- Ptolemeu VIII Fiscó governant ptolemaic d'Egipte
- Ptolemeu X Alexandre I governant ptolemaic d'Egipte
- Ptolemeu XI Alexandre II governant ptolemaic d'Egipte
- Ptolemeu XII Auletes governant ptolemaic d'Egipte
- Ptolemeu XIII Filopàtor governant ptolemaic d'Egipte
- Ptolemeu XIV Filopàtor governant ptolemaic d'Egipte
- Ptolemeu - geògraf
- Publi Eli Aristides (117-181), orador i retòric
- Publi Herenni Dexip, retòric i historiador grec

## Q
- Queremó (poeta), poeta tràgic grec
- Queremó d'Alexandria, filòsof estoic, escriptor i historiador
- Queril d'Atenes, poeta tràgic atenenc
- Queril de Samos, poeta èpic grec.
- Queril de Iasos, poeta èpic grec.
- Queris, escriptor grecoromà
- Queró d'Esparta, tirà d'Esparta
- Queró de Megalòpolis. tirà de Pel·lene.
- Quiló de Lacedemònia (segle VI aC), filòsof i un dels set savis de Grècia
- Quiló d'Esparta (s. III aC), príncep espartà.
- Quiònides, poeta còmic atenenc de la vella comèdia

## S
- Sal·lusti Dionisi, metge grecoromà.
- Safo - poetessa
- Sàtir I, rei del Bòsfor
- Sàtir II, rei del Bòsfor
- Sàtir III, rei del Bòsfor
- Sàtir (arquitecte), arquitecte grec
- Sàtir (explorador), oficial egipci
- Sàtir (filòsof), filòsof peripatètic i historiador grec
- Sàtir (metge), metge grec del segle II
- Sàtir (poeta), poeta epigramàtic grec
- Sàtir (polític), polític de la Lliga Aquea
- Sàtir (músic), flautista grec
- Sàtir de Marató, actor còmic grec
- Sàtir de Milà
- Sàtir de Rodes, ambaixador rodi
- Sàtir de Sicília, cap dels esclaus revoltats a Sicília
- Sàtir de Tebes, músic tebà
- Seleuc I Nicàtor - rei selèucida de Síria
- Seleuc II Cal·linic - rei selèucida de Síria
- Seleuc III - rei selèucida de Síria
- Seleuc IV Filopàtor - rei selèucida de Síria
- Seleuc V Filomètor - rei selèucida de Síria
- Seleuc VI Epífanes - rei selèucida de Síria
- Seleuc VII Cibiosactes - rei selèucida de Síria
- Sext Empíric - filòsof
- Símmies - filòsof
- Simònides d'Amorgos - poeta
- Simònides de Ceos - poeta
- Sòcrates, filòsof grec
- Sòcrates (poeta), poeta epigramàtic grec
- Sòcrates (pintor), pintor grec
- Sòcrates (militar), militar aqueu, cap de mercenaris
- Sòcrates d'Argos, historiador grec
- Sòcrates d'Atenes, militar atenenc
- Sòcrates de Beòcia, militar beoci al servei d'Egipte.
- Sòcrates de Bitínia, rei de Bitínia
- Sòcrates de Cos, escriptor grec
- Sòcrates Escolàstic, orador i escriptor religiós grec
- Sòcrates de Rodes, historiador grec
- Sòcrates de Tebes, escultor grec
- Sòcrates el Jove, filòsof atenenc, probablement alumne de Sòcrates i Plató
- Sòfocles, poeta tràgic grec (Sòfocles el Vell)
- Sòfocles el Jove poeta tràgic grec
- Sòfocles (poeta), poeta atenenc tràgic
- Sòfocles (orador), orador atenenc
- Sòfocles de Súnion, home d'estat atenenc
- Soló - legislador d'Atenes, un dels set savis de Grècia
- Soos - rei d'Esparta
- Sòpater de Siracusa, militar siracusà.
- Sòpater de Macedònia, general macedoni del rei Filip V
- Sòpater de Pafos, escriptor grec
- Sòpater d'Apamea el Vell, sofista grec
- Sòpater d'Apamea el Jove, sofista grec
- Sofites (Sophytes) - rei indogrec
- Sosicles de Corint, delegat corinti
- Sosicles (poeta), poeta tràgic grec
- Sosicles (escultor), escultor grec
- Sosígenes (militar), militar fenici
- Sosígenes de Rodes, polític rodi que va exercir un alt càrrec a la Lliga Aquea.
- Sosígenes (filòsof), filòsof peripatètic i astrònom, inventor del calendari julià
- Sòstenes de Macedònia - rei de Macedònia
- Sòstrat de Macedònia, conspirador macedoni
- Sòstrat de Fanagòria, escriptor grec
- Sòstrat, tercer descendent d'Esculapi, fill d'Hipòloc I i pare de Dardà Asclepíades (segle XI aC)
- Sòstrat, vuitè descendent d'Esculapi, fill de Teodor II (Asclepi), i pare de Crisamis II (segle VIII i VII aC)
- Sòstrat, dotzè descendent d'Esculapi, fill de Teodor II (Asclepi), i pare de Nebre (segle VII aC)
- Sòstrat d'Alexandria, cirurgià d'Alexandria
- Sòstrat (escultor), escultor grec
- Sòstrat de Quios, escultor grec de Quios
- Sòstrat (arquitecte), arquitecte i escultor grec
- Sòstrat (gravador), gravador de pedres precioses
- Sòstrat de Pel·lene, atleta aqueu que va trencar la maledicció d'Oebotes.
- Sòstrat (Asclepíades)

## T
- Tales de Creta, músic i poeta líric grec.
- Tales de Milet, filòsof grec.
- Tales de Sició, pintor grec.
- Tal·los - historiador / cronògraf
- Tarcondari Càstor, senyor de Galàcia
- Teàgenes, escriptor grec
- Teàgenes de Mègara, tirà de Megara
- Teàgenes de Rhègion, escriptor grec.
- Teàgenes de Tassos, esportista grec
- Teàgenes de Tebes, general tebà.
- Teetet d'Atenes - matemàtic
- Tèlecle - rei d'Esparta
- Temisti - filòsof i retòric
- Temístocles - arcont d'Atenes
- Temistògenes - escriptor
- Teó d'Alexandria (astrònom), geòmetra i astrònom grec
- Teó d'Alexandria (segle II aC), metge grec
- Teó d'Alexandria (segle IV), metge grec
- Teó d'Esmirna - filòsof
- Teòcrit (actor), actor grec
- Teòcrit de Quios, orador i sofista grec
- Teòcrit de Siracusa, poeta grec
- Teodectes de Faselis, retòric i poeta grec
- Teodectes el Jove, retòric grec, fill de Teodectes de Faselis
- Teodor de Cirene - matemàtic
- Teodor de Gàdara - rhetor
- Teodor de Samos, probablement el nom d'alguns artistes grecs:
  - Teodor (fill de Rec), arquitecte i escultor grec
  - Teodor (fill de Telecles), escultor en bronze i artista grec
  - Teodor de Samos, pintor grec
- Teòdot de Bizanci - teòleg
- Teòfil (artista), artista grec.
- Teòfil (bíblic), nom o títol honorífic d'una persona a qui són dedicats l'Evangeli de Lluc i els Fets dels Apòstols
- Teòfil (historiador), historiador i geògraf grec.
- Teòfil d'Alexandria, bisbe d'Alexandria 385-412
- Teòfil d'Antioquia, bisbe d'Antioquia de la segona meitat del segle II
- Teòfil d'Atenes, poeta còmic atenenc
- Teòfil de Cesarea, bisbe de Cesarea de Palestina
- Teofrast - filòsof
- Teognis (escriptor), escriptor grec.
- Teognis d'Atenes, poeta tràgic grec
- Teognis de Mègara, poeta elegíac i gnòmic grec
- Teopomp d'Atenes, poeta còmic atenenc
- Teopomp d'Esparta, rei d'Esparta el 9è dels europòntides, vers el 720 aC al 675 aC.
- Teopomp de Colofó, poeta èpic grec
- Teopomp de Quios, historiador grec.
- Teràmenes d'Atenes, home d'estat grec atenenc
- Terenci - dramaturg còmic
- Terímenes d'Esparta, militar espartà
- Teró - tirà d'Agrigent
- Terpandre - poeta i músic
- Tespis - actor
- Tèssal (actor), un actor tràgic en temps d'Alexandre el Gran
- Tèssal (metge), metge grec (segle V-IV aC)
- Tèssal de Tral·les, metge romà (segle i)
- Thais - cortesana
- Theano - suposadament la dona de Pitàgores
- Tiberi Claudi Quirina Menècrates, metge grecoromà.
- Tibró d'Esparta (o Timbró) militar espartà del començament del segle iv aC
- Ticides - poeta eròtic
- Tides - tirà de Sició
- Timàgenes d'Alexandria, retòric grec
- Timàgenes de Milet, historiador i orador grec
- Timàgenes de Síria, historiador grec del segle I aC
- Timantes - pintor
- Timàquides - escriptor
- Timbró d'Esparta o Tibró, militar espartà al servei de Macedònia, del final del segle iv aC
- Timeu de Cízic, filòsof grec.
- Timeu de Crotona, filòsof pitagòric grec.
- Timeu de Locres, filòsof pitagòric grec.
- Timeu de Paros, filòsof pitagòric grec.
- Timeu de Tauromènion, historiador grec sicilià al segle iv aC.
- Timeu Matemàtic, matemàtic grec.
- Timeu Sofista, sofista grec.
- Timó de Flios - filòsof
- Timòcaris - filòsof
- Timòclia - dona tebana que va mostrar misericòrdia per Alexandre el Gran; germana de Teàgenes de Tebes
- Timocles (poeta còmic), poeta còmic grec de la comèdia mitjana
- Timocles (poeta tràgic), poeta tràgic grec
- Timocles d'Atenes, escultor grec atenenc
- Timocles de Siracusa, escriptor grec
- Timòcrates (polític segle IV aC), polític atenenc
- Timòcrates (polític segle V aC), polític atenenc
- Timòcrates d'Atenes, polític atenenc.
- Timòcrates d'Esparta, militar espartà
- Timòcrates de Rodes, polític rodi al servei de Titraustes, sàtrapa persa de Lídia
- Timòcrates de Siracusa, militar siracusà.
- Timocreó - poeta
- Timoleó - general de Corint
- Timòstrat - poeta còmic atenenc
- Timoteu (escriptor), escriptor atenenc
- Timoteu (escultor), escultor grec.
- Timoteu (sacerdot), membre de la família sacerdotal dels eumolpides
- Timoteu d'Alexandria, bisbe d'Alexandria cap al final del segle IV
- Timoteu d'Anaflistos, militar atenenc
- Timoteu d'Atenes, poeta còmic atenenc
- Timoteu d'Efes, company de Pau de Tars
- Timoteu d'Heraclea, tirà d'Heraclea del Pont
- Timoteu de Gaza, gramàtic grec
- Timoteu de Milet, famós músic i poeta grec
- Timoteu de Sinope, filòsof grec
- Timoteu de Tebes, destacat flautista grec
- Tirannió d'Amisos, gramàtic grec
- Tirannió de Fenícia, gramàtic de Fenícia
- Tirannió de Messènia, gramàtic grec
- Tirimes (Tyrimmas) - rei de Macedònia
- Tirteu - poeta
- Tòlmides - general atenès
- Trasibul d'Atenes, militar atenenc
- Trasibul de Milet, tirà de Milet
- Trasibul de Siracusa, home d'estat i militar siracusà
- Tràsil d'Argos, militar argiu
- Tràsil d'Atenes, militar atenenc
- Tràsil de Rodes, astròleg grec
- Trasímac - retòric
- Trasimèlides - general espartà
- Trifiòdor - poeta èpic
- Tucídides (militar), militar romà.
- Tucídides d'Alopece, polític atenenc
- Tucídides de Farsàlia, proxenos dels atenencs
- Tucídides, historiador grec

## X
- Xantipa - dona de Sòcrates
- Xantip d'Atenes, general atenenc i pare de Pèricles.
- Xantip el Jove, fill de Pèricles
- Xantip d'Esparta, militar espartà al servei de Cartago
- Xant de Lídia o Xant de Sardes (Xanthos o Xanthus), historiador i logògraf
- Xant (poeta), poeta grec
- Xenàgores - escriptor
- Xenarc d'Acaia, ambaixador i estrateg aqueu
- Xenarc (escriptor), escriptor de mims grec
- Xenarc (poeta), poeta grec
- Xenarc de Selèucia, filòsof grec
- Xenocles d'Atenes el Vell - dos dramaturgs
- Xenòclides de Corint, militar corinti
- Xenòclides de Calcis, governant de Calcis.
- Xenòcrates d'Agrigent, germà del tirà Teró d'Agrigent
- Xenòcrates de Tebes, beotarca de Beòcia
- Xenòcrates de Calcedònia, filòsof grec de Calcedònia
- Xenòcrates (escriptor militar), escriptor grec.
- Xenòcrates (escriptor), escriptor grec
- Xenòcrates d'Efes, historiador i geògraf grec
- Xenòcrates d'Afrodísies, metge grec
- Xenòcrates (escultor), escultor grec
- Xenòfanes d'Atenes, ambaixador nadiu d'Atenes al servei de Macedònia.
- Xenòfanes de Colofó, poeta i filòsof grec.
- Zenòfanes o Xenòfanes segons alguns erudits, escriptor en grec.
- Xenòfil - filòsof
- Xenofont, historiador atenenc i militar al servei de Cir el Jove.
- Xenofont de Corint, esportista corinti.
- Xenofont d'Atenes, general atenenc
- Xenofont d'Ègion, militar aqueu
- Xenofont (escriptor), escriptor grec atenenc.
- Xenofont de Làmpsac, escriptor grec
- Xenofont d'Antioquia, escriptor grec
- Xenofont d'Efes, escriptor grec
- Xenofont de Xipre, escriptor grec
- Xenofont (metge segle IV aC), metge grec
- Xenofont (metge segle III aC), metge grec
- Gai Estertini Xenofont, metge grec
- Xenofont (escultor), escultor atenenc.

## Z
- Zaleuc - legislador del Locres Epizefiris
- Zenó de Cítion - filòsof
- Zenó d'Elea - filòsof
- Zenó de Rodes - historiador
- Zenó de Sidó (segle III aC) - filòsof
- Zenó de Sidó (segle I aC) - filòsof
- Zenobi (escriptor) - escriptor
- Zenòdor - matemàtic
- Zenòdot d'Efes, gramàtic grec.
- Zenòdot d'Alexandria, gramàtic grec
- Zenòdot de Mal·los, gramàtic grec
- Zeuxidam d'Esparta, rei d'Esparta el desè dels europòntides
- Zeuxidam (príncep), príncep espartà
- Zeuxis d'Heraclea - pintor
- Zoilos d'Amfípolis - gramàtic
- Zòsim (abat) - historiador